# ABBA
Az ABBA svéd popegyüttes, amelyet 1972-ben Agnetha Fältskog, Björn Ulvaeus, Benny Andersson és Anni-Frid Lyngstad alapított Stockholmban. Az együttes neve a tagok nevének kezdőbetűiből áll palindromba rendezve. Az ABBA minden idők egyik legnépszerűbb és legsikeresebb zenei formációja, a könnyűzenei ipar legtöbb lemezét értékesítő együtteseinek egyike, amely 1974 és 1982 között, valamint 2022-ben világszerte vezette a slágerlistákat.
1974-ben váltak világszerte ismertté, amikor Waterloo című dalukkal megnyerték az Eurovíziós Dalfesztivált; ez volt Svédország első győzedelme a fesztiválon. 2005-ben a verseny történetének legjobb dalává választottak a dalfesztivál 50. évfordulója alkalmából. Aktív időszakuk alatt az együttes két házaspárból állt: Fältskog és Ulvaeus, valamint Lyngstad és Andersson. A dalokat Benny, a dalszövegeket általában Björn írta, de több számuk szövege és dalaik egy részének címe Stig Anderson munkájának eredménye. Az énekesnők eltérő hangszínei – Agnetha szoprán, Frida mezzoszoprán – jól kiegészítették egymást. 
Népszerűségük növekedésével a magánéletük is megváltozott, ami végül mindkét házasság felbomlásához vezetett. A párkapcsolati változások tükröződtek az együttes zenéjében, a későbbi szerzemények sötétebb és introspektívebb szövegeket tartalmaznak. Miután az ABBA 1982 decemberében feloszlott, Andersson és Ulvaeus folytatták a sikeres zeneszerzői munkát, és többféle célcsoport számára írtak zenét, többek között színpadra, musicalekhez és filmekhez, míg Fältskog és Lyngstad szólókarriert futottak be.
Tíz évvel az együttes feloszlása után megjelent az ABBA Gold című válogatáslemezük, amely világszerte bestseller lett. 1999-ben az ABBA zenéjéből készült a Mamma Mia! című színpadi musical, ami 2022 áprilisában még mindig a tíz leghosszabb ideig futó produkció között van a Broadwayn (2015-ben zárult) és a West Enden. 2008-ban megjelent a Mamma Mia! filmváltozata, amely az Egyesült Királyságban abban az évben a legnagyobb bevételt hozó film lett. A folytatás Mamma Mia! Sose hagyjuk abba címmel jelent meg 2018-ban.
2016-ban újra összeálltak, hogy egy digitálisan megjelenített turnén kezdjenek dolgozni. A projekt alkalmából új dalokat is felvettek 2018-ban. 2021 novemberében, 40 évvel utolsó albumuk után jelent meg a Voyage című lemezük, amely kritikai és kereskedelmi sikert aratott. Virtuális avatár koncertjük 2022 májusában nyílt meg Londonban az ABBA Voyage koncert-rezidencia keretében.
Az ABBA lemezeladásai becslések szerint 150 millió és 385 millió között mozognak világszerte. Az együttes 2012. november 3-ig összesen 11,3 millió eladott kislemezzel a harmadik legsikeresebb formáció az Egyesült Királyságban. 2023 májusában az ABBA elnyerte a BRIT Billion Award díjat, amellyel azokat díjazzák, akik karrierjük során átlépték az egymilliárdos stream mérföldkövet az Egyesült Királyságban. Az ABBA volt az első nem angol nyelvű országból származó együttes, amely tartós sikert ért el az angol nyelvű országok slágerlistáin, beleértve az Egyesült Királyságot, Ausztráliát, az Egyesült Államokat, az Ír Köztársaságot, Kanadát, Új-Zélandot és Dél-Afrikát. Ők minden idők legsikeresebb zenekara a kontinentális Európáról. Az ABBA-nak nyolc egymást követő listavezető albuma volt az Egyesült Királyságban. Az együttes Latin-Amerikában is jelentős sikert aratott, és slágereikből spanyolul is felvettek egy gyűjteményt. 2010-ben az együttes bekerült a Rock & Roll Hírességek csarnokába, és 2015-ben a Dancing Queen című dalukat is beválasztották a Grammy Akadémia csarnokába, a legjobb felvétel kategóriába.

## Az ABBA előtt (1958–1970)

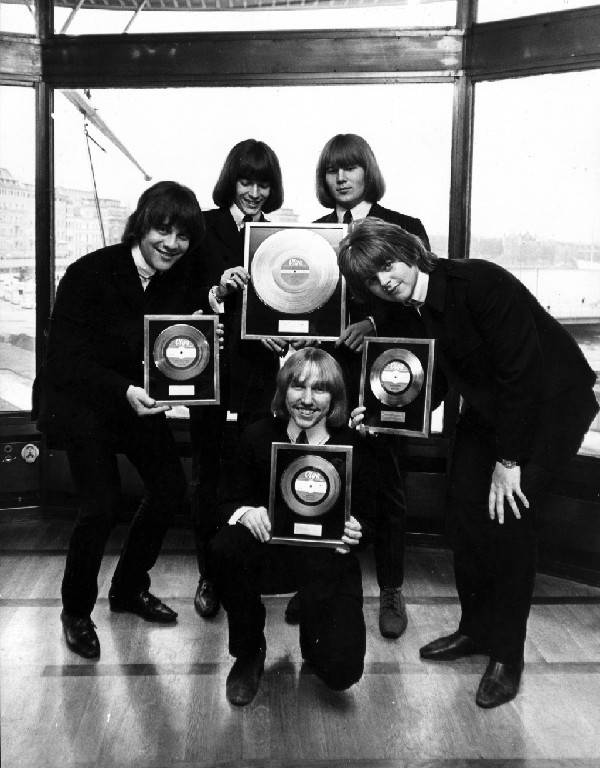
Andersson (jobbról a második) a Hep Starsban

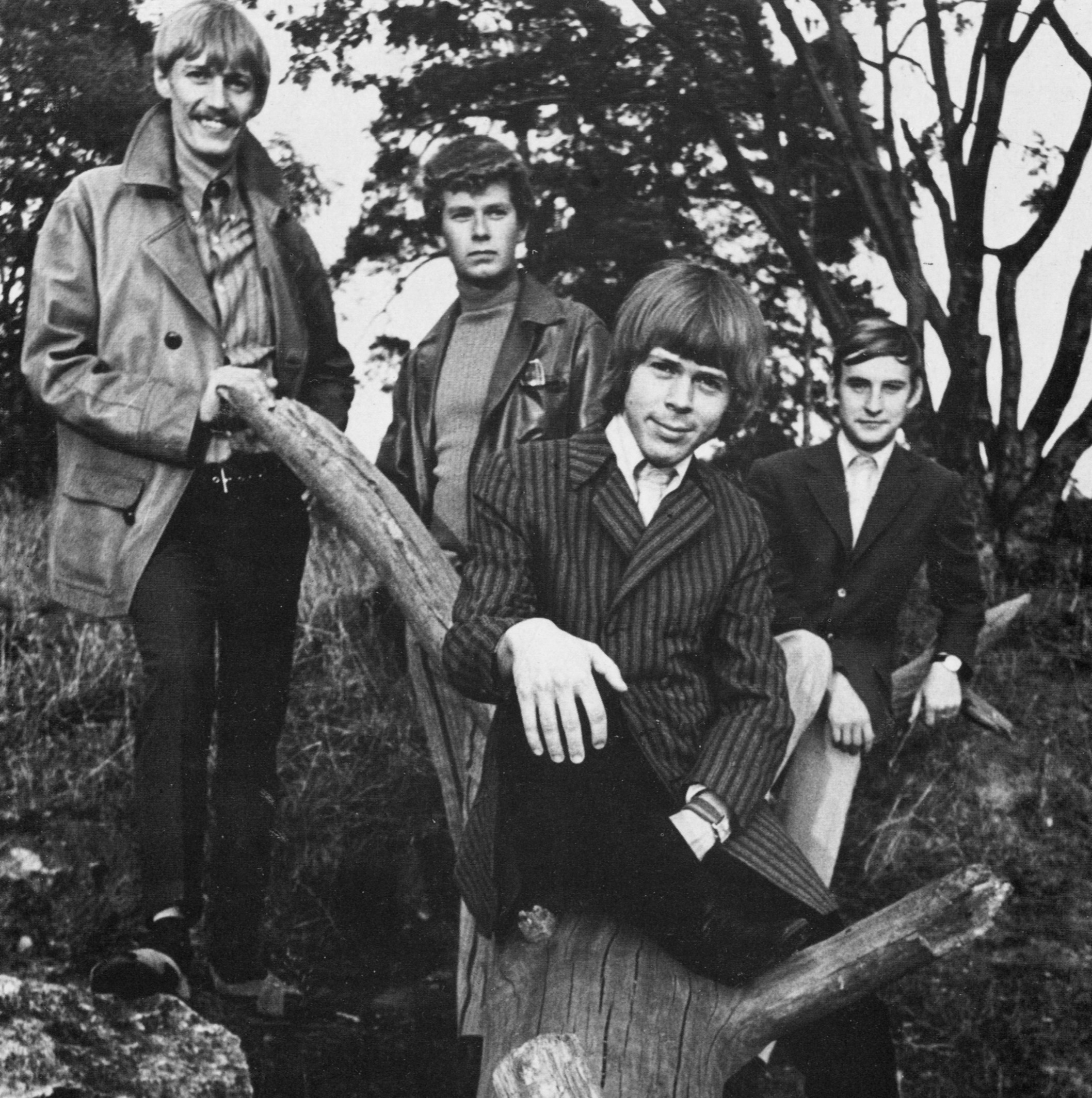
Ulvaeus (középen) a Hootenanny Singersben

### Az együttes tagjai és megismerkedésük egymással

#### Benny Andersson
1946. december 16-án született Stockholmban. 1964-ben a svéd pop-rock csapat Hep Stars tagja lett, melyet a „Svéd Beatles” néven is emlegették. Billentyűs hangszereken játszott, majd elkezdett dalokat írni zenekarának, amelyek közül több slágerlistás helyezést ért el, köztük az 1965-ben készült No Response a második, míg a Sunny Girl, a Wedding, és az 1966-ban megjelent Consolation című dal az első helyre került a listán. Az 1969-es svéd Melodifestivalenra írt egy dalt Hej Clown címmel, amely erősen slágergyanús volt, azonban csak második helyezett lett. Ezen a versenyen szintén részt vett Anni-Frid Lyngstad is, akihez egy hónappal később már szerelmi szálak fűzték.

#### Björn Ulvaeus
1945. április 25-én született Göteborgban. Zenei pályafutását 16 évesen kezdte mint énekes és gitáros, amikor csatlakozott a Mackie's Skiffle Group, későbbi nevén Partners zenekarhoz, amely 1962-ben vette fel a West Bay Singers és később a Hootenanny Singers nevet. A svéd mellett angol nyelvű dalokat is írt, és különböző fellépéseken többször találkozott a Hep Stars tagjaival. 1966 június 5-én ismerkedett meg Benny Anderssonnal. Következő találkozásuk alkalmával megbeszélték, hogy közösen írnak egy dalt, aminek eredménye az Isn't It Easy To Say című szám lett, amelyet később a Hep Stars játszott. Stig Anderson, a Polar Music alapítója, aki ekkor a Hootenanny Singers együttest menedzselte, arra ösztönözte Ulvaeust és Anderssont, hogy írjanak még több dalt. Az első igazi telitalálat a Ljuva sextital (Édes hatvanas évek) címmel jelent meg Brita Borg előadásában, melyben a Hep Stars működött közre, majd megjelent 1969-ben a Speleman című daluk is.

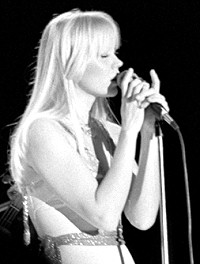
Agnetha Fältskog, Oslo, 1977

#### Agnetha Fältskog
1950. április 5-én született Jönköpingben. Nyolcéves múlt, amikor az első saját szerzeményű dalát megalkotta. 15 esztendős korában már együttesben énekelt. Két évvel később írta alá az első szerződését egy lemezcéggel. 17 éves korában Stockholmba utazott, hogy két zeneszámot rögzítsenek, melynek eredményeként egyik dala 1. helyezést ért el Svédországban, és 80 000 példány kelt el belőle. A szerzők és a kritikusok hamarosan észrevették tehetségét. Ebben az időben a zenei pályáján Connie Francis inspirálta. Egyedülálló és szokatlan volt az 1960-as években, hogy 1968-ban négy önálló albumot jelentetett meg, és számos kislemeze slágerlistás helyezést ért el a svéd listán.
1969 májusában egy svéd TV műsor felvétele során találkozott Björn Ulvaeusszal, mely kapcsolatból 1971. július 6-án házasság lett. A pár több alkalommal vett részt egymás zenei felvételein, majd később Benny Andersson és Anni-Frid Lyngstad is közreműködőként szerepelt a Som jag är című, 1970-ben megjelent harmadik stúdióalbumán. Az albumot egyébként 2017-ben ismét megjelentették. 1971-ben Mária Magdolna szerepét játszotta el a Jézus Krisztus Szupersztár svéd változatában, és kedvező kritikákat kapott. 1968 és 1974 között öt stúdióalbumot jelentetett meg.

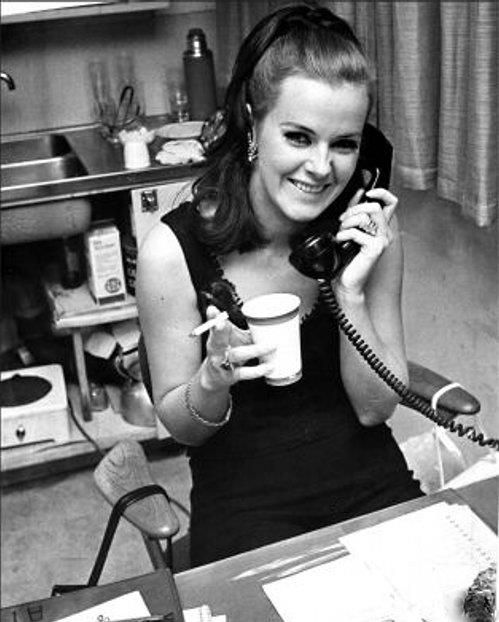
Anni-Frid Lyngstad, 1967

#### Anni-Frid Lyngstad
1945. november 15-én született Bjørkåsenben, Norvégiában. Kétéves korában költöztek Svédországba, édesanyja még abban az évben meghalt, és nagyanyja nevelte fel. 13 éves korától különböző zenekarokban főleg jazzorientált dalokat énekelt, majd megalapította saját zenekarát Anni-Frid Four néven. Rendszeresen turnézott, és fellépett a helyi folkparkban, valamint rádióban és televízióban is szerepelt. 1967 közepén egy országos tehetségkutató versenyen első helyezést ért el az A Day in Portofino című bossanova dal En ledig dag című svéd változatával. Az első helyezéssel egy EMI lemezszerződés is járt. 1970-ben készítette el első albumát, Frida címmel. 1971-ben a Benny Andersson által írt Min Egen Stad című dallal feljutott a toplisták élére. 2005-ben megjelent egy dokumentumfilm Frida – The DVD címmel, mely a pályafutását mutatja be több mint 3 órában. 1969-ben találkozott Benny Anderssonnal egy tehetségkutató versenyen, akivel 1971-től már együtt élt. 

### Az első közös élő fellépés
1969-ben Benny és Björn együtteseinek népszerűsége kissé csökkent. Ezért otthagyták addigi életüket és a két barát együtt folytatta a dalok írását és felvételeket készítettek. Többek között közös albumot terveztek Lycka címmel. Anni-Frid és Agnetha gyakran jelen voltak a felvételeknél, és háttérénekesként is közreműködtek. Björn 1974 közepéig még a Hootenanny Singers együttesben is játszott, és Benny is részt vett pár felvételen.
1970 áprilisában a két pár együtt utazott Ciprus szigetére, majd a strandon egy rögtönzött koncertet adtak az ENSZ katonái előtt. Björn és Benny első közös albuma, a Lycka, amely 1970 szeptemberében jelent meg, immár női vokál részeket is tartalmazott Agnetha és Anni-Frid révén. November 1-jén a Göteborgban rendezett Festfolket rendezvényen léptek fel először úgy, hogy mindannyian egyszerre a színpadon voltak, de ekkor még nem alkottak együttest.

### Az első közös felvétel
A második Björn és Benny dal az Üdvhadsereg katonájáról szóló Hej gamle man címet kapta. Ez volt az első dal, amiben már mind a négyen együtt énekeltek, és első olyan sikerük, amely a Svensktoppen slágerlistán 15 hétig listavezetőként állt, egyúttal 5. volt az eladási listán. Ezt követően a párok megpróbálkoztak saját korábbi szólóalbumaikon szereplő dalaik közös előadásával, de ezek nem voltak túl sikeresek, ezért egyelőre minden tag inkább a saját projektjére koncentrált.
Négyesben 1971-ben kezdték el a közös munkát. A dalokat Benny, a dalszövegeket általában Björn írta, de több számuk szövegét Stig Anderson (1931–1997) jegyzi. Az együttesnek ismertséget hozó Waterloo szövegét is Stig Anderson írta, és több számuk címét is ő találta ki. 1977-től azonban már csak az együttes menedzselésével foglalkozott, az ezzel járó feladatok megnövekedése miatt.

## Az együttes megalakulása (1971–1973)
A Lycka című album megjelenése után Björn és Benny két kislemezt jelentettek meg Svédországban Det kan ingen doktor hjälpa és Tänk om jorden vore ung címmel, melyekben Agnetha és Anni-Frid vokálozott. A két dal mérsékelt siker volt az országban. Agnetha és Björn immár házasként 1971 közepén több svéd folkparkban is felléptek Benny Anderssonnal együtt. Stig Anderson a Polar Music alapítója és tulajdonosa úgy gondolta, hogy Andersson és Ulvaeus a nemzetközi piacon is megállná a helyét. Azt jósolta, hogy egy nap olyan dalt fognak írni, mely világszerte sikeres lesz, így arra ösztönözte a dalszerzőket, hogy írjanak egy dalt a Melodifestivalen-ra. Kétszer elutasították őket, de 1971-ben ismét benyújtottak egy dalt, amely a Säg det med en sång címet viselte, és ez már a 3. helyen végzett. A dal sláger lett.
A külföldi siker első jelei mutatkoztak meg, amikor Andersson és Ulvaeus kislemeze, a She's My Kind of Girl 1972 márciusában megjelent Japánban az Epic Records kiadásában. A dal bekerült a legjobb tíz dal közé és 188 000 példányban kelt el. Ezt követte még két kislemez ugyancsak Japánban, az En Carousel, (Skandináviában En Karusell, a Merry-Go-Round korábbi változata) és a Love Has Its Ways, amelyet Köicihi Moritával közösen írtak. 

### Az első sláger, mint Björn & Benny, Agnetha & Anni-Frid

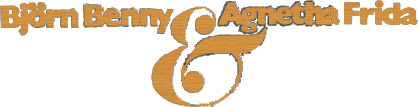
Az együttes első logója

Az együttes négy tagja a hosszabb távú közös munkáról 1972-ben döntött. Első albumuk munkálatait még abban az évben megkezdték. Björn és Benny dalokat szereztek, közben új hangzásokkal, énekhangokkal kísérleteztek. A People Need Love című daluk 1972 júniusában jelent meg, a felvételen Agnetha és Anni-Frid nagy hangsúlyt kapó női vokáljával. Stig Anderson a dalt Björn & Benny, Agnetha & Anni-Frid néven jelentette meg, amely a 17. helyet érte el a kombinált kislemez/album listán. A dal slágerlistás helyezett lett az Egyesült Államokban is, ahol a 114. helyezést érte el a Cashbox, és 117. helyezést a Record World kislemezlistán. A dalt a Playboy Records címkéje alatt jelentették meg, és sokkal nagyobb sláger lett volna az Államokban, ha a kiadó gondoskodik a megfelelő terjesztésről, melynek révén a felvétel sokkal több rádióállomáshoz és a boltokba is eljuthatott volna.

### Az első nagylemez

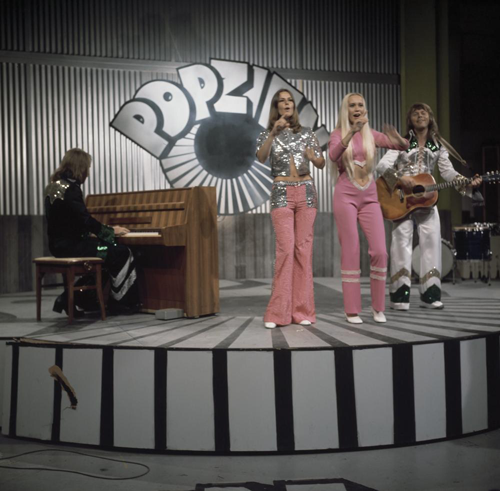
Az ABBA az 1973-as Popzien fellépésen

Első nagylemezük, a Ring Ring felvételeit 1972. szeptember 26-án kezdték meg. A stúdiómunkálatokat Michael B. Tretow végezte, aki egy úgynevezett "wall of sound" (hangfal) típusú produkciós technikával kísérletezett. A Nina, Pretty Ballerina című dalban volt először hallható a női vokálnak köszönhetően az a harmónia, amely az új technikával párosulva egyedi hangzást adott az együttesnek. A felvétel Top 10-es helyezett volt Ausztriában. A címadó dallal menedzserük, Stig Anderson tanácsára részt vettek a Melodifestivalenon, ahol 1973. február 10-én harmadik helyezést értek el. Az album Európa szerte, és Dél-Afrikában is telitalálatnak bizonyult.
1973-ban megszületett Agnetha kislánya Linda, ezért a svéd Eurovíziós válogatón, valamint egy ideig a nyugat-németországi fellépéseik során Inger Brundin helyettesítette őt.

### Hivatalos név
1973-ban Stig Anderson úgy érezte, hogy fáradságos mindig a zenekari tagok keresztneveit megjelentetni írott formában, és beszélni erről, így elkezdett szavakkal játszani. Az ABBA nevet a tagok nevének kezdőbetűiből (Agnetha, Björn, Benny, Anni-Frid) alakította ki. A papírra írott „ABBA” nevet először a Metronome Stúdió 1973. október 16-i felvételi üléslapjára írták rá, nagy betűkkel a lap tetejére. Mivel az Abba egy, csak Svédországban ismert halkonzerveket forgalmazó cég volt, szintén egy rövidítés, úgy gondolta, hogy ez a név a nemzetközi piacokon működni fog. A cégtől engedélyt kértek a név használatára, amire a válasz az volt: „O.K. mindaddig használhatjátok, amíg nem hoz szégyent ránk”. 1973-tól már ABBA-ként hivatkoztak az együttesre.

### Hivatalos logó

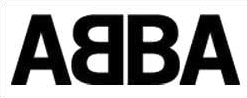
A Rune Söderqvist által tervezett hivatalos logó (1976)

A hivatalos fordított „B”-betűs logó ötlete a német fotós Wolfgang „Bubi” Heilemanntól származik, aki a Bravo magazin számára fotózta az együttest. A fotón a tagok az ABBA óriási kezdőbetűjét tartották a kezükben. A képek készítése után Heilemann észrevette, hogy Benny Andersson fordítva tartotta a „B” betűt, ami úgy nézett ki, mintha tükröződne. Az együttes a „hibát” nagyszerű marketingötletnek találta. Ezt a fordított „B”-betűs első emblémájukat Rune Söderqvist tervezte 1976-ban News Gothic betűtípussal, és ez a logó vált az együttes hivatalos márkajelzésévé, melyet azonnal le is védettek. A logó először az Arrival című negyedik stúdióalbumukra került rá.
Későbbi kiadójuk, a PolyGram egy másik betűtípussal kezdett el kísérletezni, amelynek az lett az eredménye, hogy 1992-ben az ABBA Gold: Greatest Hits összeállítás borítóján egy koronás embléma szerepelt. Amikor az Universal Music megvásárolta a PolyGramot, és ezzel az ABBA Polar Music International címkéje is a tulajdonukba került, újra minden hivatalos kiadásra az eredeti logó került fel.

## Az igazi áttörés (1973–1976)

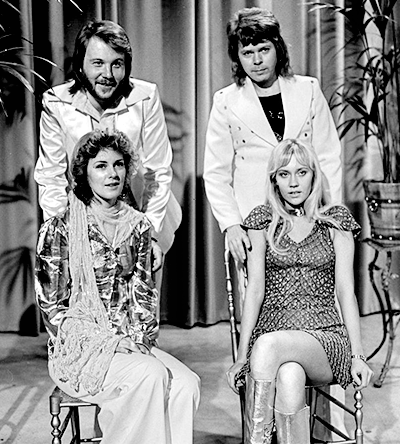
Az ABBA a holland televízió egyik műsorában 1974 áprilisában

Az együttes 1973-ban a Melodifestivalen dalversenyen a Ring Ring című dallal szállt versenybe, majd ezek után Stig Anderson megkezdte az 1974-es Eurovíziós Dalfesztiválon való szereplés előkészítését. Ulvaeus, Andersson és Stig Anderson lehetőséget láttak a versenyen való részvételben. 1973 végén a svéd televízió is felkérte az együttest, hogy induljanak egy új dallal az 1974-es Melodifestivalenen. A tagok számos új dal közül választották ki a Waterloo címűt. A csapatot az akkor Angliában növekvő népszerűségű glam rock stílus ihlette. Úgy gondolták, hogy a másik lehetőségük, a Hasta Mañana is megfelelő dal lenne a versenyre, azt azonban alapvetően csak az egyik lány, Agnetha énekelte, és inkább olyan dallal szerettek volna indulni, amelyben mind a négy tag részt vesz a vokálban.

### Az Eurovíziós Dalfesztivál és az azt követő időszak (1974–1975)
Az együttes a dallal 1974. február 9-én megnyerte a svéd televízió versenyét, és ez nagyobb önbizalmat adott számukra az 1974. április 6-án megrendezett Eurovíziós Dalfesztiválon, amelyet aztán meg is nyertek. A versenyen az együttes angolul énekelt. Ez a győzelem jelentette nemzetközi karrierjük kezdetét. A Waterloo kislemezt 54 országban adták ki, és több helyen a toplisták élére került. Több mint 5 millió példányban kelt el, és az első tíz sláger között volt az Egyesült Államokban. E siker után a Waterloo album is megjelent néhány országban, bár néhány kivételtől eltekintve nem volt különösebben sikeres a toplistákon.
Ezután számos lehetőség várt rájuk Európa szerte, ami televíziós műsorokban való részvételre, turnézásra terjedt ki. A Waterloo számos országban, köztük az Egyesült Királyságban, valamint Nyugat-Németországban is slágerlistás helyezett volt. Egy rövid promóciós látogatás során az első amerikai televíziós fellépésük a The Mike Douglas Show műsorban volt, és a dallal az Egyesült Államokban a 6. helyig jutottak a Billboard Hot 100-as kislemezlistán. A Waterloo című albumuk a Billboard 200-as listán a 145. helyen végzett, de ennek ellenére egyhangúlag pozitív kritikákat kapott a kritikusoktól. A Los Angeles Times lenyűgöző debütáló albumnak nevezte, mely elég hatékonyan tükrözi a mainstream pop zenei stílusát: „Hatalmas, élvezetes, kellemes”. A Creem magazin kivételes, kedves kompozíciók tökéletes keverékének nevezte.
Az ABBA következő kislemeze a Honey, Honey című dal volt, amely az amerikai Billboard Hot 100-as listán a 27. helyig jutott, Nyugat-Németországban 2. helyezett volt. Az Egyesült Királyságban az ABBA brit lemezkiadója, az Epic Records úgy döntött, hogy újra kiadja a Ring Ring remixelt változatát a Honey, Honey helyett. A Ring Ring csupán Top30-as sláger lett Angliában, így a csapatot ekkor még beskatulyázták az „egyslágeres csoda” kategóriába. Az Eurovíziós győzelem nagy elvárást jelentett, és csak mintegy 18 hónappal később sikerült ismét méltán világszerte kedveltté váló slágert készíteniük az S.O.S révén, és az 1975 tavaszán megjelent harmadik albumukkal, amelynek egyszerűen ABBA volt a címe.
1974 végén jelent meg So Long című számuk az Egyesült Királyságban, de a dalt a rádió nem játszotta eléggé, így slágerlistás helyezést nem ért el. 1974 novemberében az ABBA megkezdte első európai turnéját Dániában, Nyugat-Németországban és Ausztriában. A kezdeti sikerek elmaradtak, mivel a legtöbb helyszín nem volt megfelelő, és a kereslethiány miatt kénytelenek voltak néhány műsort visszavonni. A Wiener Stadthalleban például a rendelkezésre álló helyek kevesebb mint egynegyede volt elfoglalva, a düsseldorfi koncertet és az egyetlen, Svájcban tervezett koncertet pedig a gyenge előzetes jegyeladások miatt törölték is. A turné második szakasza azonban, amelyet 1975-ben Skandináviában folytattak, az első szakasztól már nagyon eltérő volt. Hazájukban és Finnországban 14 szabadtéri előadást tartottak, mindenhol telt házzal. A stockholmi Gröna Lund vidámparkban lévő koncerten 19 200 fő volt jelen.
A Dancing Queen és a Mamma Mia című számok a Waterloo sikeréhez hasonlóan a toplista élén landoltak. 1975 közepén jelent meg az I Do, I Do, I Do, I Do, I Do című kislemez, mely bár a keveset játszott dalok közé tartozott, de végül mégiscsak a 38. helyig jutott az angol kislemezlistán. Az S.O.S. című dal az ABBA albumnak köszönhetően a 6. helyen végzett a kislemezlistán, az album pedig a 13. helyig jutott, Németországban a 2., míg Ausztráliában a 3. helyezést érte el. Az Egyesült Államokban a dal a Cashbox lista 10. helyezettje volt, míg a Billboard Hot 100-as listán a 13. helyen landolt. A Billboard Adult Contemporary listáján viszont az előkelő 1. helyet sikerült megszereznie. Ez volt az első ABBA dal, amely 1. helyezést ért el az Államokban. A sikert tovább erősítette a Mamma Mia című dal, ami 1. helyezést ért el az Egyesült Királyságban, valamint Németországban is, és hónapokig állt az élen Ausztráliában. Az Amerikai Egyesült Államokban az S.O.S. a 10. helyre került a Record World Top 100-as listán, és a 15. volt a Billboard Hot 100-as listán, és az amerikai rádió leggyakrabban játszott dalaként elnyerte a BMI díját.

## A csúcson (1976–1980)

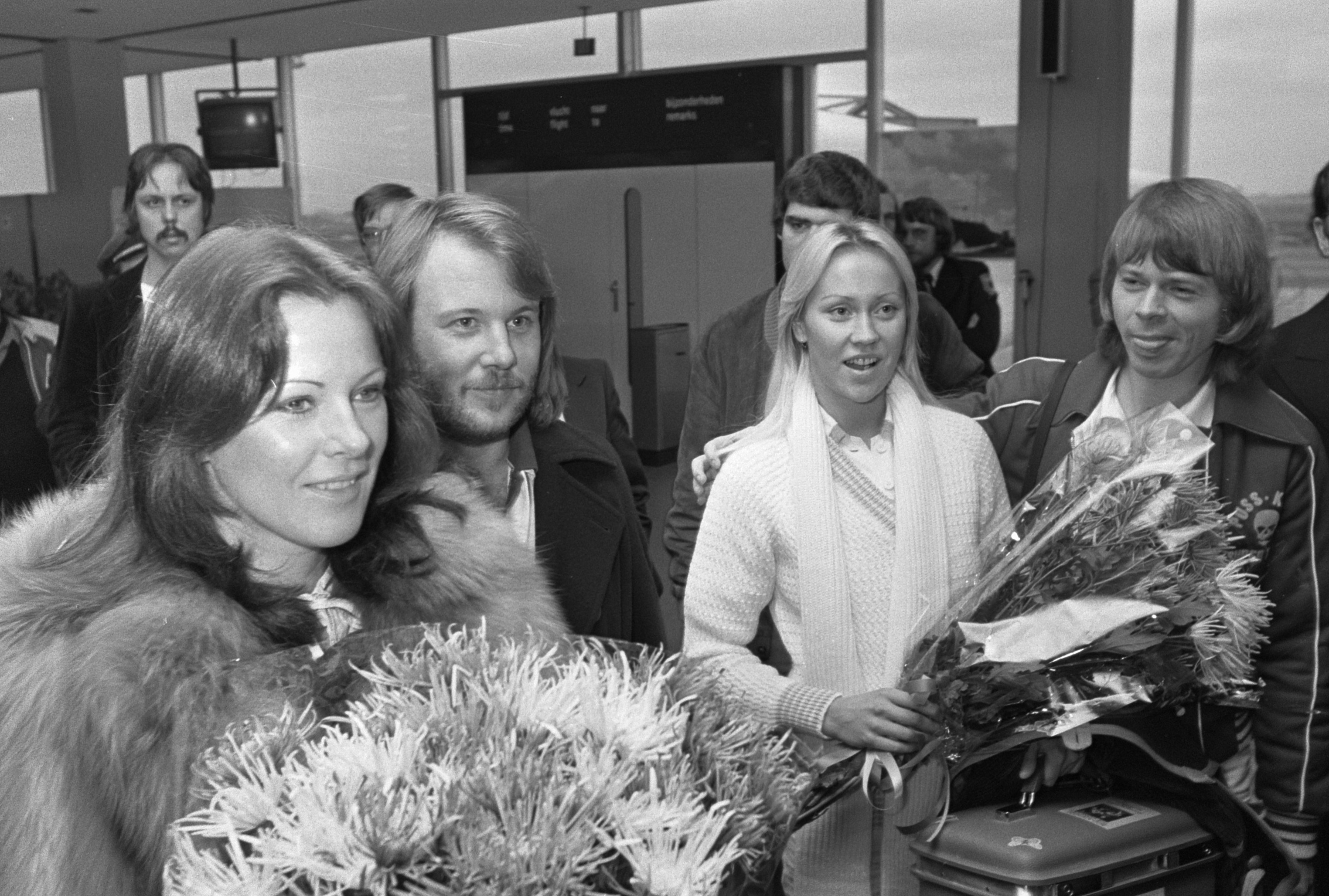
Az ABBA az Amszterdami repülőtéren (1976)

A csapatnak 1976 elején már négy Top 30-as kislemeze volt az amerikai slágerlistákon. Az ABBA album három száma is helyezett volt, de maga az album csupán a 165. helyezést érte el a Cashbox listán, és 174. volt a Billboard 200-as listáján.
1976 márciusában elkészült a Fernando, amely az egyik legsikeresebb számuk lett, és elnyerte a legjobb stúdiófelvétel díját. A szám 13 országban került a slágerlisták élére, több más meghatározó piacon is a top5-be került, összességében mintegy 10 millió példány kelt el belőle világszerte. Ausztráliában 40 héten keresztül volt megtalálható a listán, ebből 14 héten keresztül az első helyen. Ezt a rekordot több, mint 40 éven át tartotta.
A sorban negyedik nagylemezük, az 1976 márciusában megjelent Arrival első számú bestseller lett Európában és Ausztráliában. Az élre került a slágerlistákon, és az egyik legjobban fogyó albumnak számított, köszönhetően az alapos stúdiómunkának és dalszerkesztésnek. Ausztráliában akkora volt a kereslet, hogy az ausztrál lemezgyártó cég kénytelen volt további hat ausztrál és két új-zélandi lemezgyárat is megkérni a gyártásra. Már a megjelenés előtt elővételben több mint 600 000 példány fogyott el, és ezt egymillióra növelték. Az Egyesült Királyságban a slágerlistán 1. helyezést ért el, és az Egyesült Államokban is bekerült a Top 50-be, majd végül több mint egymillió példányt értékesítettek belőle. A Melody Maker és a New Musical Express kritikusai pozitív hangon írtak róla, és az amerikai kritikusok is több elismerésben részesítették. Erről az albumról először a Money, Money, Money című dal jelent meg, és hatalmas sikert aratott, slágerlistás első helyezett volt Ausztráliában és Németországban. A Knowing Me, Knowing You című szám öt hétig volt első az angol toplistán, és az ABBA hatodik egymást követő 1. helyezése a német kislemezlistán. Az igazi áttörés a Dancing Queen volt, mely az Egyesült Királyságban, Németországban, Ausztráliában és az Egyesült Államokban is az élre került.
Ugyanebben az évben kétlemezes válogatásként a Polydor Németországban is kiadta az albumot The Very Best of ABBA (ABBA's Greatest Hits) címen, amely 1977-ben a német albumlistán a 2. helyre került. Az angol és a német kiadáson is szerepel a Fernando című dal, mely a megjelenéskor csak ezeken a válogatás albumokon kapott helyet. A dal legalább 13 országban ért el slágerlistás helyezést, közte Németországban, Ausztráliában és az Egyesült Királyságban, és a kislemezt világszerte több mint 10 millió példányban értékesítették. 1976-ban a Melody Maker szerint az év legjobb nagylemeze az ABBA slágereit tartalmazó Greatest Hits című válogatásalbum lett, míg a kislemezek között a Fernando a második helyet szerezte meg.

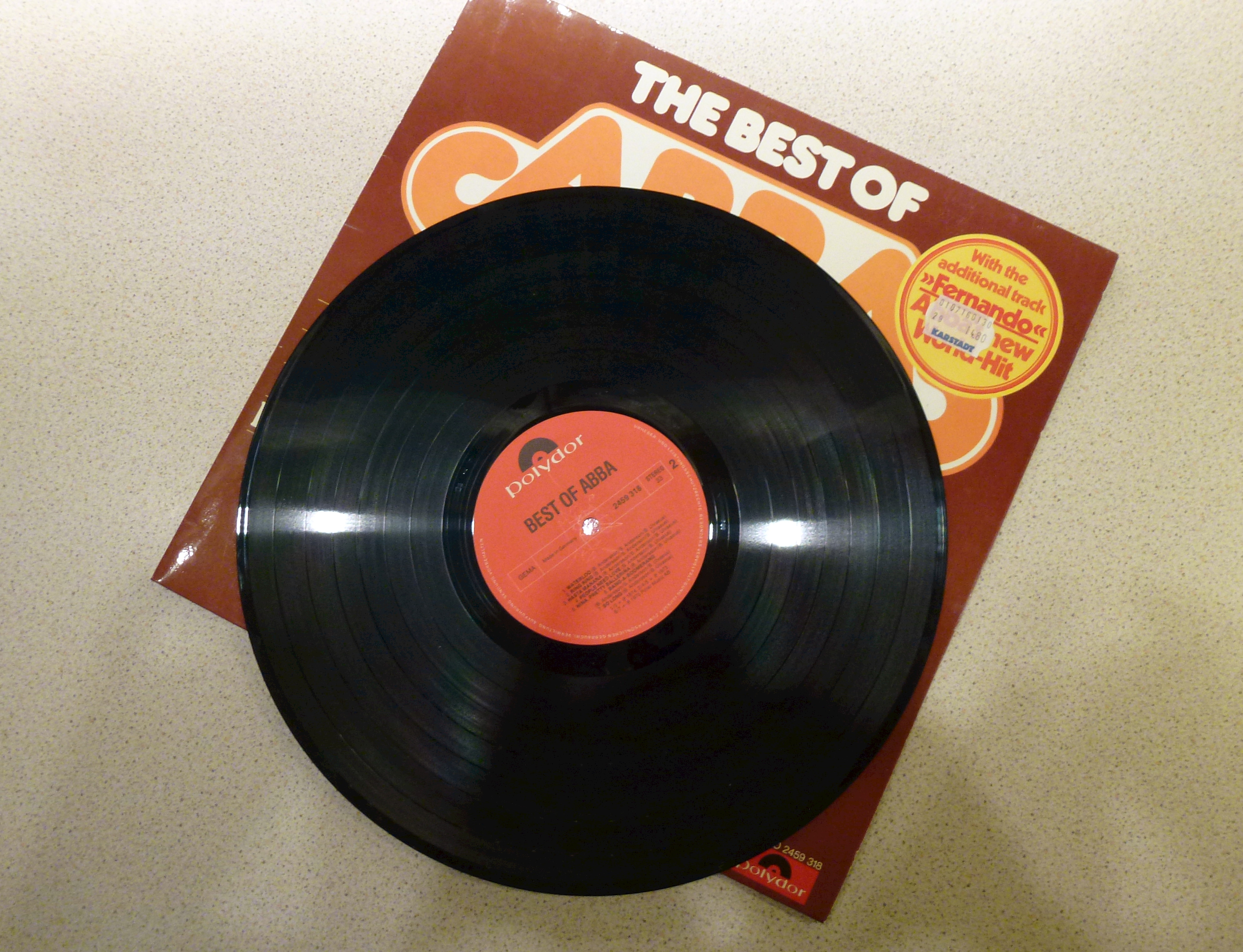
A Best of ABBA album, rajta a Fernando című számmal

Az ABBA hihetetlen sikereket aratott 1976 és 1977 között a Fernando, a Dancing Queen és a Knowing Me, Knowing You című dalokkal, amelyek ekkor a legnépszerűbb 20 kislemez közé tartoztak. 1977-ben az Arrival a Brit Hanglemezgyártók Szövetsége (BPI) „Legjobb nemzetközi album” kategóriájában kapott jelölést. A Frida – The DVD című dokumentumfilmben Frida elmesélte, hogyan alakult ki a felvételek során ő és Agnetha között az összhang, amely az évek során egyre összetettebbé vált.
A Creem magazin szerint „az egész világon, kivéve Amerikát (amely túl elfoglalt volt a centenárium ünneplésével és az elnökválasztással) 1976 az ABBA éve volt”.

### Európai és ausztráliai turnék (1977)
1977 januárjában az ABBA megkezdte első nagy turnéját. A csapat státusza drámaian megváltozott, és egyértelműen szupersztárnak tekintették őket. Január 28-án Norvégiában, Osloban volt az első állomás, amely nagyszerűen előkészített, látványos show-műsorral párosult. A turnét a média kiemelt figyelmének eredményeként egész Európában és Ausztráliában is fokozott érdeklődés kisérte. Nyugat-Európában, Göteborgban, Koppenhágában, Berlinben, Kölnben, Amszterdamban, Antwerpenben, Hannoverben és Hamburgban adtak koncertet. A turné zárásaként az Egyesült Királyságban Manchesterben, Birminghamben, Glasgowban léptek fel, míg a sorozat Londonban két Royal Albert Hall-beli koncerttel zárult. A Royal Albert Hallban tartott egyik koncert az ausztrál turné forgatásának egyik referenciája volt, amiből film is készült ABBA: The Movie címmel. A londoni koncert azonban nem aratott egyértelmű sikert, a Melody Maker főszerkesztője, Ray Coleman szerint: „Zeneileg az Abba mindent jól csinált, de előadásuk steril, merev, azonnal elfelejthető volt.”
Az európai turnét követően az együttes 1977 márciusában Ausztráliában turnézott, ahol összesen 11 koncertet adtak, több mint 160 000 ember előtt. Az első koncertet a Sydney Showgroundban rendezték meg március 3-án, ahol 20 000 rajongó várta zuhogó esőben az együttest. A városban három előadást tartottak a Sidney Myer Music Bowlban, ahol 14 500 rajongó volt, köztük Malcolm Fraser ausztrál miniszterelnök és családja. Az első Melbourne-i koncerten a „hivatalos” nézők mellett további 16 000 ember gyűlt össze a bekerített területen kívül, hogy meghallgassák őket. Felléptek még Adelaide városában 21 000 ember előtt a West Lakes labdarúgó-stadionban, és itt is még további 10 000-en várakoztak kint az elzárt területen kívül. Az öt perthi koncert egyikén bombariadó volt, így mindenkit evakuáltak a koncertről. Végül a közönség visszatérhetett, és a koncert folytatódott. Az ausztrál turné alatt forgatott anyagból készült Lasse Hallström rendezésében az ABBA: The Movie című koncertfilm, mely az együttes ott tartózkodásáról, és a koncert anyagáról szólt. Mivel a perthi koncertek voltak egyedül fedett koncertek a turnén, a felvételek nagy része ezeken zajlott.
Az Egyesült Államokban ebben az évben még aránylag kevésbé voltak népszerűek, ekkor még csak egyedül a Dancing Queen című daluk ért el első helyezést a Billboard Hot 100-as listán. Később három további daluknak is sikerült a csúcsra jutnia a Billboard, a Billboard Adult Contemporary, illetve a Hot Dance Club Play listákon. Az igazi áttörést azonban a Billboard 200-as albumlistán 20. helyezést elért Arrival album hozta meg számukra, melyet az RIAA arany státusszal díjazott.
1977 decemberében, az ABBA-film bemutatójával egy időben megjelent az 5. album, az ABBA: The Album. Az albumot Agnetha terhessége és a határidő betartásának kényszere zavarta. Annak ellenére, hogy maga az album az Egyesült Királyságban mérsékelt siker volt, a rajta szereplők közül több szám is sikeres lett. Többek között a The Name of the Game és a Take a Chance On Me, melyek a kislemezlistán a 12. és a 3. helyezettek lettek. Bár a Take a Chance on Me nem ért el amerikai slágerlistás helyezést, mégis több példányt adtak el belőle, mint a Dancing Queen című kislemezből. Az album Amerikában az eddigi legelőkelőbb helyezést hozta az együttesnek, a 14. helyre került, és több országban is vezette a listát. Az albumról kimásolt Thank You for the Music kislemez B-oldalán az Eagle kapott helyet, ami később önálló kislemezként is forgalomba került. 1983-ban a dalt Írországban és az Egyesült Királyságban kislemez A-oldalán is megjelentették. A Thank You for the Music című dal az egyik legkedveltebb ABBA dal lett, anélkül, hogy önálló kislemezként megjelent volna korábban.
A rengeteg munka közepette, nyolc évnyi jegyesség után, 1978-ban Frida és Benny is összeházasodott.

### Az első kapcsolati válság (1979)
1978 decemberében Agnetha a gyerekekkel elköltözött otthonról, majd 1979. január közepén a házaspár bejelentette, hogy elválnak. A bejelentést követően a zenekar a média érdeklődésének középpontjába került, kérdések fogalmazódtak meg a zenekar jövőjét illetően. Az együttes biztosította a sajtót és a rajongókat, hogy továbbra is folytatják a közös munkát, és a válás nem érinti a zenekar jövőjét. Ettől függetlenül a média továbbra is szembesítette őket magánéleti dolgaikkal az interjúkban. A média elkerülése és a további dalírásra való összpontosítás érdekében Benny és Björn titokban elutazott a Bahamákra, ahol Nassauban a Compass Point Stúdióban két hétig a következő albumuk dalait készítették elő.

### Új világslágerek, az utolsó nagy sikerek (1979–1980)

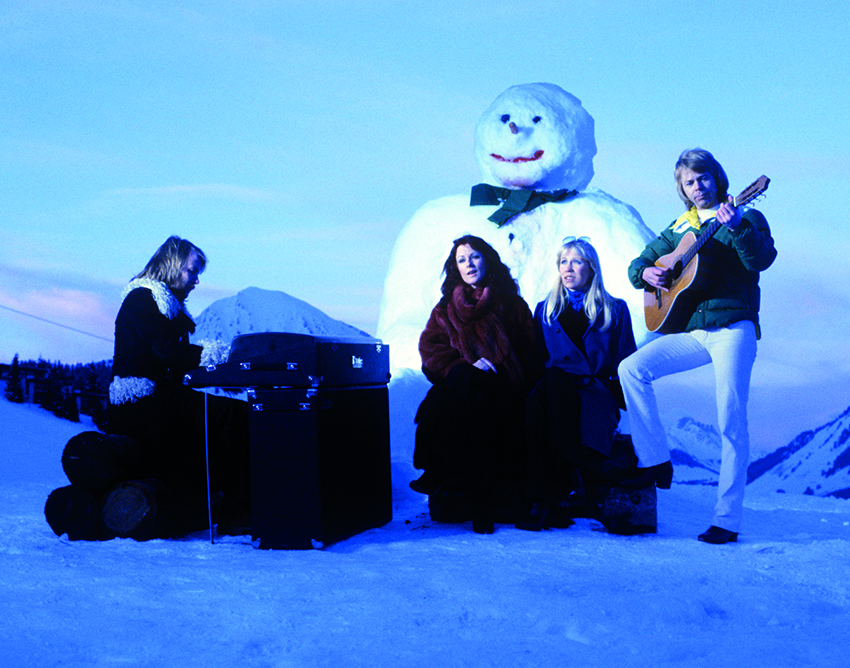
Svájcban az UNICEF koncert Chiquitita felvételén, 1979

1979-ben, amely a UNICEF éve volt, január 9-én a UNICEF gálán a csapat előadta a Chiquitita című dalt. A dal a megjelenését követően tíz országban ért el első helyezést a slágerlistákon. 1979 májusa folyamán az együttes eljutott az Egyesült Államokba, ahol Andy Gibb és Olivia Newton-John mellett promóciós kampányon vettek részt. Itt vette fel az együttes a Summer Night City című dalt, amelyet következő albumukra szántak.
Az együttes 6. stúdióalbuma – a Voulez-Vous – 1979 áprilisában jelent meg, a felvétel a híres Criteria Stúdióban Miamiban készült Tom Dowd hangmérnök segítségével. Az album Európa-szerte, Japánban, Mexikóban, Kanadában és Ausztráliában is Top 10-es helyezett volt. Az Államokban pedig benne volt a legjobb 20 album között. Az album dalaiból készített egyetlen kislemez sem volt első helyezett a brit kislemezlistán, de a Chiquitita, a Does Your Mother Know, az Angeleyes (a Voulez-Vous című dal dupla A-oldalas kislemezként is megjelent), valamint az I Have a Dream című dalok Top 5 helyezettek voltak. Kanadában az I Have a Dream 2. helyre került az RPM Adult Contemporary listán (korábban a Fernando dalnak sikerült az első hely ezen a listán). A csapat 1979-ben kiadta második válogatás albumát Greatest Hits Vol. 2 címmel. Ezen a lemezen volt először hallható a Gimme! Gimme! Gimme! (A Man After Midnight) című dal, ami Németországban, az Egyesült Királyságban és a Szovjetunióban is 3. helyezett volt. A Szovjetunió az 1970-es évek végén az együttest olajjal fizette ki a rubel konvertibilitásának hiánya, illetve gazdasági szankciója miatt.

### Észak-amerikai és európai turnék (1979)

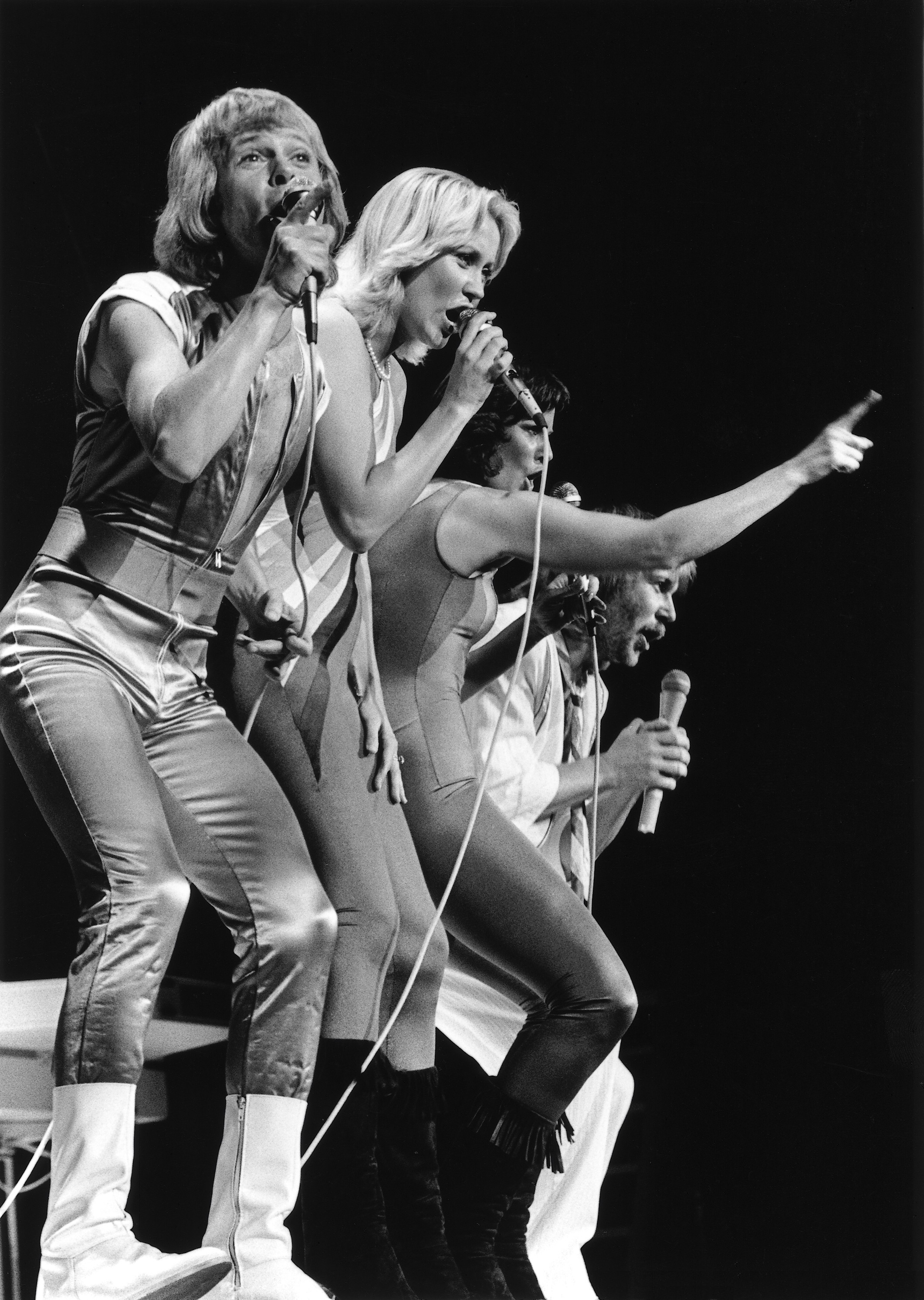
Edmonton (Kanada), 1979

Mivel kevés koncert volt a hátuk mögött, az amerikai és európai koncertek előtti felkészülés során két, előre be nem jelentett meglepetéskoncertet adtak kisebb közönség előtt, hogy érezzék a légkört és az új dalok fogadtatását. Az elsőt 1979. május 18-án Landskronában 900 fő előtt Björn Skifs és együttesének előadása után, a másodikat május 19-én Norrköpingben mintegy 600 néző előtt. Ezeket a koncerteket semmilyen reklám nem előzte meg, az események híre szájról-szájra terjedt, és a helyszínek zsúfolásig megteltek.
Öt évvel a hírnevüket megalapozó Eurovíziós győzelem után játszottak először amerikai közönség számra. 1979 őszén négy hét alatt összesen 17 koncertet adtak, 13-at az Egyesült Államokban és négyet Kanadában. A koncert színpadi tervét Rune Söderqvist Londonban építette. Három nagy teherautó szállította a 40-50 tonna díszletet és a berendezéseket. 1979. szeptember 13-án az ABBA Kanadában a Northlands Coliseumban lépett fel először 14 000-es közönség előtt. A koncertturné Torontóban a Maple Leaf Gardensben bemutatott előadással zárult, ahol 18 000 rajongó vett részt az eseményen. Az Edmonton Journal szerint Anni-Frid és Agnetha magas, éles éneke lenyűgöző volt. 1979. október 19-én a turné Nyugat-Európában folytatódott, ahol a zenekar 23 helyszínen adott koncertet, köztük hatot a londoni Wembley Stadionban. Az 1979-es turné 45 koncertjének összközönsége körülbelül 300 000 fő volt.

### Japán turné és a Super Trouper (1980)
1980 márciusában az ABBA Japánba utazott, ahol a Narita nemzetközi repülőtéren már több ezer rajongó várta őket. A csapat március 12–27 között tizenegy koncertet adott Japánban, ebből hatot Tokióban. A Japánon át tartó turnénak az alapja megegyezett az 1979-es koncertekkel, néhány részleten változtattak csak. Agnetha frizurája kissé japán volt, Frida kék felsőrészes bakancsot és rövid fehér kabátot viselt fehér jelmezén, amely az észak-amerikai jégkorongingekhez és az európai futballmezekhez hasonló baseballmez volt, és sapkát viselt. A próbák 1980. február 28-án kezdődtek Stockholmban és március 5-én értek véget. A turnéra a Polar stúdióban március elején elkészítették az I Have A Dream japán változatát. A koncerteken összesen mintegy 100 000 néző vett részt.
Ezek voltak az utolsó koncertek pályafutásuk során. 1980 júliusában megjelent a The Winner Takes It All című dal, amely 1978 óta az első ABBA dal volt a brit kislemezlista 1. helyén. A dalt széles körben félreértették, mint ami Ulvaeus és Fältskog válásáról szólna, mivel nagyon személyes hangvételű. Fältskog többször is kijelentette, hogy nem az ő válásukról szól, és hogy nem érzi vesztesnek magát válásuk kapcsán. A dal az Egyesült Államokban a 8. volt a Billboard Hot 100-as listán, az Adult Contemporary listán viszont 1. helyezett lett. Novemberben megjelent a Super Trouper című 7. stúdióalbum, mely az ABBA stílusának bizonyos változását tükrözi a szintetizátorok használata és az egyre személyesebb dalszövegek miatt. Az albumból a megjelenés előtt egy millió példányt rendeltek az Egyesült Királyságban. A Super Trouper című dal 1. helyezést ért el a brit kislemezlistán, amely az utolsó slágerlistás első helyezése volt az együttes aktív időszaka alatt. Ugyancsak első lett Belgiumban, Írországban, Hollandiában és Nyugat-Németországban. Ezt a dalt írták utoljára a Super Trouper albumhoz. Valójában a „Super Trouper” nevet már albumcímnek választották, amelyet egyfajta reflektorfényről, az azonos nevű színpadi fényről neveztek el. Az 1981-ben kiadott Lay All Your Love on Me című dalt 12-es vinyl maxi lemezen is megjelentették, ami a Billboard Hot Dance Club Play listáján a 7. helyezést érte el.
1980-ban az ABBA elkészítette a Thank You for the Music spanyol nyelvű változatát Gracias Por La Música címen. Ezt Japánban, Ausztráliában és a spanyol nyelvterületeken adták ki. Az album nagy sikert aratott, különösen a Chiquitita spanyol változata, ezzel jelezve a csapat népszerűségét Latin-Amerikában. Az ABBA Oro: A Grandes Éxitos, az ABBA Gold: Greatest Hits spanyol megfelelője, 1999-ben jelent meg.

## Az utolsó album és az utolsó fellépések (1981–1982)
Mind a két pár házassága megromlott. Björn és Agnetha 1979-es válását követően 1981 januárjában Ulvaeus feleségül vette Lena Källersjö-t. 1981. február közepén Benny és Frida is elváltak, és Andersson még ugyanebben az évben, novemberben össze is házasodott Mona Nörklit tévébemondóval.
Mivel Björn és Agnetha 1978 óta húzódó magánéleti problémái miatt nehezen tudtak együtt dolgozni, ez a válság az ABBA végét is jelenthette volna, de megegyeztek, hogy a magánéleti szétválás ellenére tovább folytatják a munkát. Gőzerővel dolgoztak, aminek eredménye 1979–1980-ban a Gimme! Gimme! Gimme! (A Man After Midnight), az I Have a Dream, a Super Trouper és a The Winner Takes It All című sikerszámok lettek.
1981 januárjában a menedzserük, Stig Anderson 50. születésnapjára készítették Hovas Vittne című felvételüket, amit 200 darabos limitált piros bakelitlemezen jelentettek meg, amelyet a partin a vendégek között szétosztottak. Az év decemberében a The Visitors album és az arról kimásolt One of Us kislemez egyszerre készült el, és Európában mindkettő nagy sikert aratott, ezek voltak az együttes utolsó első helyezést elért eredeti kiadványai a különböző országok slágerlistáin.

### Stúdiókoncert és interjú (1981)
Andersson és Ulvaeus 1981 elején dalszövegeket írt, majd márciusban elkezdődtek a felvételek. Április 28-án Stockholmban az ABBA egy speciális TV felvételre volt hivatalos, ahol Dick Cavett amerikai műsorvezető meghívta show műsorába az ABBA tagokat, amelyet élő koncert követett. Több mint tíz éve voltak együtt, és még soha nem készült velük olyan interjú, amelyen mind a négyen részt vettek, amelyből az embereknek lehetőségük volt alaposan megismerni őket. A kedvelőik számára addig az ABBA nagyon felszínes képe terjedt el. Dick Cavett a világ egyik leghíresebb és legügyesebb kérdezője volt. A stúdiókoncertre több napon át próbáltak, míg tökéletesnek találták a fények és a hangok beállítását.

### Az utolsó stúdióalbum: The Visitors (1981)
A The Visitors az együttes nyolcadik, egyben utolsó stúdióalbuma volt, mely megmutatta a dalszerzés érettségét és az érzések olyan mélységét, amelyek kifejezetten hiányoztak a korábbi felvételekből. De a zenekar még mindig határozottan a popzsánerben helyezkedett el, fülbemászó dallamokkal és harmóniákkal. Az album felvételének körülményei eltértek a korábbiaktól. Mindkét pár elvált, és már csak mint négy „idegen” kolléga dolgoztak együtt. Az album dalainak szövege és hangulata túlnyomórészt szomorú, amely a párok szétválásával is magyarázható. Anni-Frid egy interjúban erről így szólt: „Amikor átéltél egy különválást, mint akkor mindannyian, akkor ez a hangulat átragad a munkára. Valami eltűnt, ami annyira alapvető volt a dalaink örömében, ami korábban mindig ott volt. Egy kis szomorúság vagy keserűség színesítette az album elkészítését.” Fábián Titusz a Recorderen megjelent cikkében azt írta, hogy „A zenekar utolsó albuma nemcsak nagyon szomorú, de helyenként már ijesztően sötét lett. Ugyanakkor az ABBÁ-hoz képest kifejezetten izgalmas, kísérletező és kevésbé kommersz, ahol a párkapcsolatok mellett már a hidegháborús paranoia is megjelenik témaként.” A Polar stúdió 1981-ben egy 32 sávos digitális rekorderre cserélte az analóg technikát, és technikatörténeti jelentőségű, hogy ez volt az egyik első lemez a világon, amit digitális technikával rögzítettek és mixeltek. 1982. augusztus 17-én a PolyGram a világon elsőként kezdte meg a CD-lemezek ipari méretekben történő gyártását a Hannover melletti Langenhagenben, amely az ABBA The Visitors című albuma volt. A lemez október 15-én került kereskedelmi forgalomba Nyugat-Németországban, így „csak” az Európában elsőként megvásárolható CD-lemeznek tekinthető, mert a Sony által később elkezdett gyártású, de Japánban már október 1-től árusított Billy Joel 52nd Street című CD-je ebben a tekintetben megelőzte.
A címadó dal a KGB-től rettegő szovjet politikai disszidensekről szól, Ulvaeus szerint a totalitárius kormányok, a szovjet befolyás alatt álló államok ellen tartott titkos találkozókra utal. Más számok olyan témákkal foglalkoznak, mint a sikertelen kapcsolatok, a háborús fenyegetés, az öregedés és az ártatlanság elvesztése. A One of Us az együttes utolsó világslágere, amely egy válófélben levő nőről szólt, aki azt kívánta, hogy bárcsak megfoltozhatná a holt kapcsolatát. A dal kislemez változata 1981 decemberében az együttes aktív időszakának utolsó 1. helyezését eredményezte a németországi listán. Az Egyesült Királyságban csak Top 3-as sláger volt, azonban néhány kislemezlistán (például Record Mirror) az 1. helyre került. Bár az album felkerült az ír, a német és a brit slágerlistákra, mégsem volt annyira sikeres, mint a korábbiak. Az eladási statisztikák szerint például Franciaországban, Ausztráliában vagy Japánban az album nem fogyott az ABBA esetében megszokott példányszámban. Az albumról kimásolt When All Is Said and Done című dal kislemezen csak Észak-Amerikában, Ausztráliában és Új-Zélandon jelent meg, az amerikai slágerlistára 1981. december 31-én került fel, és a csapat utolsó Top 40-es slágere volt, ugyanakkor a kanadai RPM Adult Cotemporary listán a 4. helyet sikerült elérnie. A címadó The Visitors című dal az Egyesült Államokban jelent meg csupán, ahol 10. helyezést ért el a Billboard Hot Dance Club Play listán. A korábbiakhoz képest sikertelenségnek tekinthető eredmények oka az is lehetett, hogy nem volt a lemezhez kapcsolódó turné, nem voltak promófellépések sem, csak egy nemzetközi sajtótájékoztató Stockholmban.

### Az utolsó évad, az utolsó felvételek (1982)
1982 volt az ABBA utolsó éve. Tavasszal stúdióba vonultak, és több felvételt is készítettek. A csapat egy új albumot is tervezett megjelentetni, és felmerült egy újabb turné lehetősége is. Végül csupán három dalt rögzítettek: You Owe Me One, I Am The City és Just Like That címmel. Andersson és Ulvaeus nem voltak megelégedve az eredménnyel, így az együttes nyári szünetet tartott. A további dalok rögzítését augusztus és november között folytatták, de a felvett dalok már csak kislemezeken jelentek meg, a tervezett új nagylemez már nem készült el. Az I Am The City és Just Like That ekkor végül nem jelent meg. Előbbi csak az 1993-ban kiadott More ABBA Gold: More ABBA Hits válogatás albumon szerepel „korábban még nem jelent meg” jelzővel, a Just Like That című dalt pedig Andersson és Ulvaeus átdolgozta, és elhangzását tervezték a Sakk című musicalben. A Just Like That egy részlete a 2005-ben kiadott The Complete Studio Recordings 9 lemezes kiadványon szerepel, de Andersson és Ulvaeus nem járultak hozzá az eredeti teljes változat megjelenéséhez, bár a rajongók szerették volna ezt elérni.

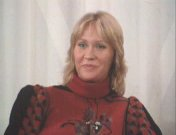
Agnetha Fältskog 1982-ben

Augusztus elején az együttes újra stúdióban volt, és az év hátralévő részében teljesen megváltoztatták terveiket. Karácsonyra egy kétlemezes album kiadását tervezték, amely a The Singles: The First Ten Years címet kapta. Az album az addigi tíz éves pályafutásukat átfogó kétlemezes válogatás volt, mely 1982 novemberében meg is jelent. Októberben és decemberben jelentek meg a The Day Before You Came / Cassandra, és az Under Attack / You Owe Me One című kislemezek. A dalok helyet kaptak a novemberi válogatás albumon is, azonban egyik dal sem érte el a Top 20-as helyezést az Egyesült Királyságban. A The Day Before You Came című dal Németországban, Hollandiában és Belgiumban azonban benne volt a Top 5-ben. Az album első helyen végzett az Egyesült Királyságban és Belgiumban, top 5-ös helyezett volt Hollandiában és Németországban, illetve top 20-as számos más országban. Az Under Attack című dal az utolsó ABBA kislemez volt feloszlásuk előtt, amely top 5-ös helyezett volt Hollandiában és Belgiumban.

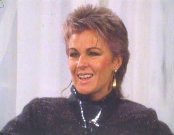
Anni Frid Lyngstad 1982-ben

Az együttes november első hetében a The Singles: The First Ten Years című válogatás albumuk népszerűsítése miatt Londonba utazott, ahol szerepeltek a „Saturday Superstore” és a „The Late Late Breakfast Show” című műsorokban. A következő héten Nyugat-Németországban a „Show Express” című műsorba voltak hivatalosak. Az ABBA tagjai a svéd nézők előtt utoljára 1982. november 19-én jelentek meg közösen a „Nöjersmaskinen” TV műsorban. Utolsó nyilvános közös zenélésük 1982. december 11-én volt a Noel Edmonds által vezetett „The Late Late Breakfast Show” című brit TV műsorban, melyet élőben közvetítettek Stockholmból. Bár az ABBA hivatalosan soha nem jelentette be feloszlását, ekkor már lényegében megszűntek, mint zenekar. Erről tanúskodik az is, hogy Ulvaeus a meghívás előtti napokban azt mondta: „Talán egyszer még folytatjuk...” Agnetha 2008-ban úgy nyilatkozott, hogy „az utolsó négy évben már borzalmas volt a helyzet... Amikor egy turné után 1982-ben újra stúdióba vonultunk, rájöttünk arra, nincs tovább. Két elvált pár már nem tud úgy együtt dolgozni, hogy abban örömük is legyen.” Ennek ellenére a koncerteken profi módon teljesítettek, a rajongók nem is vették észre, hogy gond lehet a tagok között.

## Az ABBA felbomlása után
1983 januárjában Agnetha a szólóalbuma felvételeit készítette, Anni-Frid néhány hónappal korábban jelentette meg albumát. Björn és Benny időközben a saját musicaljükre koncentrált. Az akkori interjúkban tagadták az ABBA feloszlását, és kijelentették: „Kik vagyunk mi a hölgyek nélkül?”. Agnetha és Anni-Frid is azt állította, hogy az együttes ismét újabb albumot fog készíteni, azonban a csapat és a menedzser között lévő belső konfliktusok miatt ez nem jött létre. 1983-ban a zenekar tagjai eladták a Polar Music részvényeiket.
Benny és Björn 1983 elején elkezdték közös munkájukat a Sakk című zenei projekten, míg Agnetha és Anni-Frid új csapattal próbálkozott, és nemzetközi szólókarrierjükre koncentráltak. Eközben, mialatt Björn és Benny a musicalen dolgoztak, együttműködés jött létre a francia televízióval: a franciák által gyártott Abbacadabra musicalben 14 ABBA dalt használtak fel. A kezdeményező Alain Boubil producer és dalszerző volt, akinek a nevéhez a Miss Saigon és A nyomorultak musical dalszövegei is fűződnek. Az ötlet az volt, hogy kölcsönadják a dallamokat az ABBA dalaiból, és új szövegeket írnak, amelyekkel egy történetet mesélnek el. A kitalált történetet gyerekmesék ihlették. A musical angol változatának premierjére 1983. december 8-án került sor Londonban a Lyric Hammersmith Színházban. A telt házas előadás 1984. január 21-éig, 8 héten át volt műsoron. 1983 karácsonyán a francia TF1 tévécsatorna sugározta. Később a holland és portugál változata is elkészült. Az ABBAcadabra egyik változata sem ismert széles körben. Ennek oka lehet az, hogy a kísérlet bebizonyította, kontraproduktív elgondolás az ABBA szövegének túlzott megváltoztatása egy olyan színpadi produkcióhoz, amely ABBA dalokat tartalmaz. A dalszövegek (még a gyengék is) szerves részét képezték az ABBA által énekelt dalok vonzerejének.
A tagok utolsó közös nyilvános megjelenése 1986 januárjában volt, és készítettek egy akusztikus dalt „Tivedshambo” címmel, amelyet videoszalagra rögzítettek, és Stig Andersson 55. születésnapján átadtak neki. A dalt eredetileg Stig Andersson írta. A tagok ekkor már több mint két éve nem találkoztak. Ebben az évben egy magánrendezvényen is felléptek korábbi turnémenedzserük, Claes af Geijerstam 40. születésnapján. Itt előadták a „Der Kleine Franz” cím dalt, mely később a Sakk című musicalben is felhangzott. 1986-ban megjelent az ABBA Live amely az 1977-es és az 1979-es turnéik hanganyaga volt. Legközelebb csak 13 év múlva, 1999-ben korábbi személyi menedzserük Görel Hanser 50. születésnapján jelentek meg együtt mindannyian, és egy születésnapi dallal – „Med En Enkel Tulipan” – kedveskedtek neki.

### Karrierek a felbomlás után

#### Benny és Björn
A Sakk musical
1984 októberében Björn és Benny Tim Rice szövegíróval, akinek a nevéhez több Andrew Lloyd Webberrel írt musical szövege fűződik, megjelentették a Sakk című dupla albumot, amelyen szerepel a One Night in Bangkok című dal Murray Head és Anders Glenmark előadásában, valamint az I Know Him So Well Barbara Dickson és Elaine Paige közös duettjével. Később ezt a dalt Barbra Streisand és Whitney Houston is felvette műsorába. A One Night in Bangkok Ausztráliában, Németországban, Spanyolországban, Svájcban 1. helyezett volt a slágerlistákon. Az I Know Him So Well Ausztria, Franciaország és Új-Zéland slágerlistáján a 3., míg Norvégiában, Svédországban és az Egyesült Államokban a legjobb 10 között volt. Az album 1986-ig már több mint 225 000 példányban kelt el Svédországban, 200 000-et adtak el Németországban, Franciaországban és Belgiumban a toplista élén állt. A sakklemez-eladások Európában meghaladták mind a Jézus Krisztus szupersztár, mind az Evita által elért eredményeket.
1986 májusában a musical a londoni West Endben majdnem három évig volt műsoron, majd 1988 áprilisában a Broadway-n is bemutattak egy gyökeresen átdolgozott változatot, ezt azonban két hónap múlva levették műsorról a nem túl jó vélemények miatt. Egy későbbi koncert azonban, amelyen a Broadway színészei szerepeltek a dalokkal a Carnegie Hallban, hatalmas sikert aratott. Amerikában 2003-ban is előadták a musical koncertváltozatát az Actors Fund of America (Amerikai Színész Segélyalap) segélykoncertjén, amelyen egyetlen előadás alatt a jegyekből 800 000 dollár bevétel gyűlt össze. Stockholmban a zeneszerzők 2003-ban megrendezték a Sakk svéd változatát, melyet néhány új anyaggal kiegészítettek, többek között a „Han är en, han är ett barn” (Ő egy ember, ő egy gyermek) és a „Glöm mig om du kan” (Felejtsd el, ha tudod) című dalokkal. 2008-ban a musical ismét sikerrel futott a londoni Royal Albert Hallban, amelyet két különböző előadás felvétele alapján 2010-ben DVD-n is megjelentettek az Egyesült Királyságban és Amerikában.
A WestEnd és a Broadway után a harmadik bemutatóhelyszín Budapest volt, ahol 1992. május 27-én mutatták be az Arizona Színházban a Rock Színházzal közös előadásban. A főbb szerepekben Kaszás Attila és Forgács Péter, Mikó István és Makrai Pál, Malek Andrea és Kováts Adél, Détár Enikő és Keresztes Ildikó, Szombathy Gyula és Vikidál Gyula, valamint Benkő Péter játszottak. Az előadást Magyarországon több alkalommal is felújították, és még 2021-ben is játszották a Pesti Magyar Színházban.
A további közös munkák
Következő közös projektjük a Kristina från Duvemåla című svéd musical, melynek premierje 1995 októberében Malmöben volt. A musical angol nyelvű változatát egyszerűen csak „Kristina” címmel mutatták be 2009 szeptemberében a New York-i Carnegie Hallban, és 2010 áprilisában a londoni Royal Albert Hallban. Később a New York-i előadás teljes anyaga megjelent CD-n.
1983 után a Sakk és a Kristina från Duvemåla musicalek mellett továbbra is írtak dalokat. 1985-ben és 1987-ben közreműködtek a svéd Gemini popduó lemezén. Andersson készített egy svéd nyelvű folkalbumot Klinga Mina Klockor címmel, ezt követte a November 1989 című albuma.

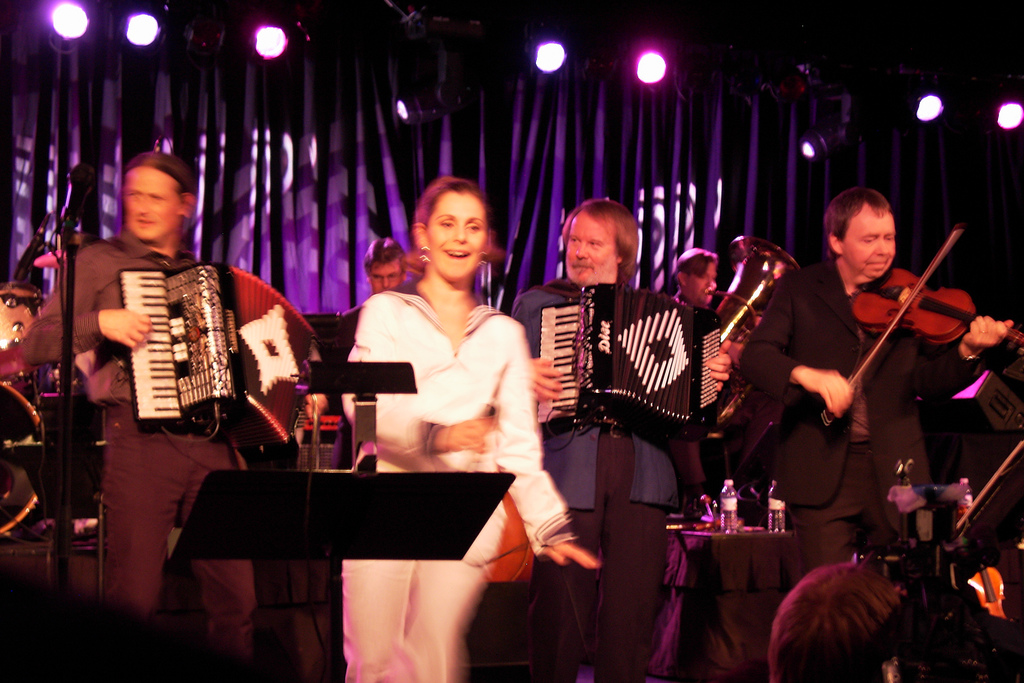
Benny Anderssons Orkester (2006, Minnesota)

Az 1990-es években Andersson több dalt is írt a népszerű svéd kabarékvartettnek, az Ainbusk Singersnek, melyből két dal lett sláger, a „Lassie” és az „Älska mig”. Közreműködött Josefin Nilsson Shapes című albumán is. Rendszeresen írt dalokat filmekhez, köztük a Roy Andersson féle Songs from the Second Floor című svéd filmhez. 2001-ben megalapította saját zenekarát Benny Anderssons Orkester (BAO) néven, amely 2001-ben, 2004-ben és 2007-ben három sikeres albumot jelentetett meg. Az egyik általa írt dal, a „Du är min man” (Te vagy az én emberem), melyet Helen Sjöholm énekelt, 2004 és 2009 között 278 hetet töltött a svéd Radios Skenkstoppen slágerlistán, ebből 66-ot az első helyen. Andersson harmadik albuma új együttesével 2007-ben jelent meg, amelyen olyan művészek működtek közre, mint Helen Sjöholm és Tommy Körberg. Az album anyagát 2007. október és november között Svédország legnagyobb koncerthelyszínein adták elő 14 000 ember előtt.
Ulvaeus az ABBA felbomlása után hosszú ideig nem jelent meg nyilvánosan, de 2005. július 16-án a Hootenanny Singers tagjaival találkozott egy kis fesztiválon gyerekkorának lakhelyén, Västervikben, ahol előadták 1966-os Marianne című dalukat.
Mindketten részt vettek a Mamma Mia! világméretű produkciójának előkészületeiben, melynek premierjén Anni-Frid is megjelent. A film premierje 2008 júliusában volt. A musical dalainak produceri munkáit Andersson felügyelte.
Folyamatosan írtak új dalokat, ezekből Andersson együttesének albumára hét került fel. 2009-ben a BAO – Benny Andersson Band néven – megjelentette első nemzetközi kiadványát, The Story of a Heart címmel. Az album a korábban megjelent, 1987 és 2007 között készült öt svéd nyelvű album dalaiból készült válogatás, 14 számot tartalmaz. Közöttük volt öt angol nyelvű, és a BBC2-n Ken Bruce Showjában bemutatott dal is szerepelt rajta. A svéd nyelvű változat – „Sommaren Du Fick" címmel – megjelent kislemezen is, Helen Sjöholm közreműködésével. A svéd mellett angol változat is készült a dalból. 2009 májusában Andersson készített egy kislemezt 2nd Best to None címmel, amelyen a Hotel Rival munkatársai működnek közre, és amelyhez egy, a hotel munkatársait bemutató videó is kapcsolódott. Andersson és Ulvaeus „Jag vill bli gammal” címmel írtak dalt Sissela Kyle svéd énekesnek.

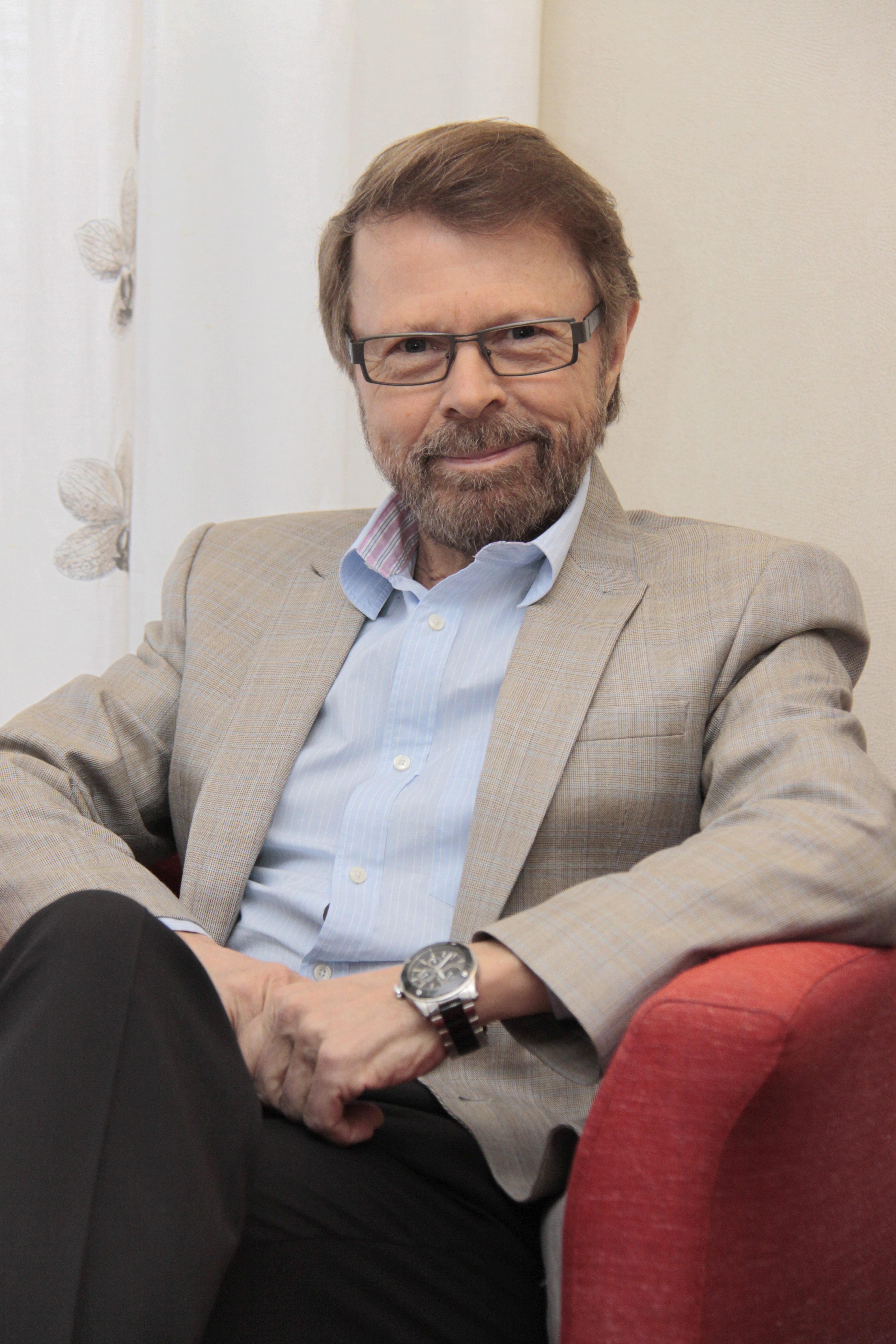
Björn Ulvaeus (2010)

Ulvaeus új dalszöveget írt Sarah Brightman számára, amely korábban az 1976-ban megjelent Arrival című albumuk egyik dalának alapjaira készült. A dal Brightman 2008-as Winter Symphony című albumán hallható. 1999-ben Andersson Barbara Dickson részére írt angol nyelvű dalszöveget, mely The Silence of the Dawn címen jelent meg. A dalt korábban Andersson Innan Gryningen (Millenium Hymn) címen jelentette meg. A dal ugyan elkészült, és Dickson elő is adta, azonban stúdióban nem rögzítették, és nem jelent meg hivatalosan. 2007-ben Andersson az énekes, színész Anders Ekborg részére szintén írt egy dalt „Han som har vunnit allt” (He Who's Won It All) címmel. Björn két régi dalt dolgozott fel új angol szöveggel, amelyek korábban Benny szólóalbumán szerepeltek. Az I Walk with You Mama az 1989-ben megjelent Stockholm by Night albumon, az After the Rain az 1987-es Efter regnet című albumon található. A feldolgozást Anne Sofie von Otter operaénekesnő adta elő, és szerepel Anderssonnak az I Let the Music Speak című emlékalbumán. Barbara Dickson felvett egy Björn és Benny által írt dalt – The Day The Wall Came Tumbling Down címmel –, ezt azonban nem adták ki. A dal végül Ausztráliában jelent meg Anne Wood Divine Discontent című ABBA-feldolgozásokat tartalmazó albumán. 2012 októberében Björn bejelentette, hogy karácsonyi dalokat ír Andersson folk zenekara számára. Benny ebben az időszakban eléggé elfoglalt volt, mert egy musicalt írt „Hjälp Sökes” címmel, melynek premierje Kristina Lugn és Lars Rudolfsson közreműködésével 2013. február 8-án volt. Andersson még ebben az évben írt egy dalt az Olof Palme életét bemutató dokumentumfilmhez, „Sorgmarsch” címmel.
Benny többször adott elő ABBA dalokat zongorán, és készített olyan feldolgozásokat, mint a Like an Angel Passing Through My Room Anne Sofie von Otter operaénekesnővel, vagy a Viktoria Tolstoy-jal előadott When All Is Said and Done. 1992-ben Björn is megjelent a U2 stockholmi koncertjén, ahol előadták a Dancing Queen című dalt. 2002-ben Andersson és Ulvaeus Ivor Novello-díjat vehettek át Londonban.

#### Agnetha
Agnetha 1980-ban az akkor hétéves Linda lányával egy svéd karácsonyi albumot vett fel, Nu tändas tusen juleljus címmel. Az album 1981-ben jelent meg, és ez volt első svéd nyelvű albuma, miután elhagyta a Polar Music kiadót, és szerződött a Universal Music kiadóval. 1982 januárjában az album a svéd listán 6. helyezést ért el, majd az 1990-es években és a 2000-es évek elején ismét megjelentették. A nagylemez az egyik legkelendőbb svéd karácsonyi albumnak számított, amelyen Skandinávia legismertebb karácsonyi dalai hallhatók.

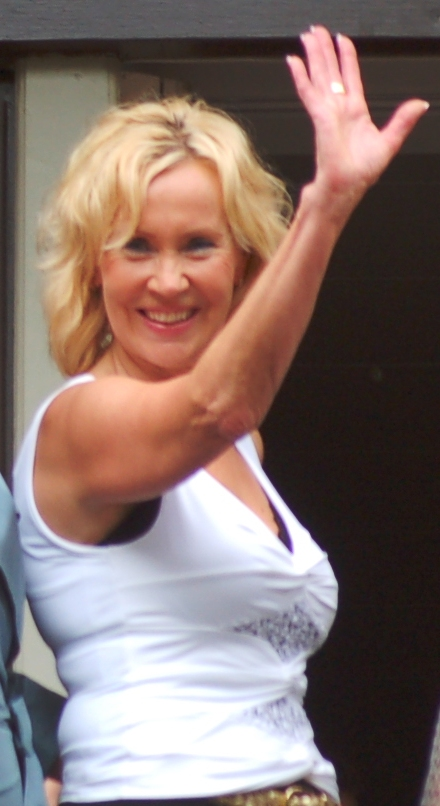
Agnetha Fältskog (2013)

1983-ban megjelent szólóalbuma Wrap Your Arms Around Me címmel, mely Svédországban az eladások alapján platinalemez lett. Az albumon található The Heat Is On című dal Európa szerte és Skandináviában is sláger volt. A dal első helyezést ért el Svédországban és Norvégiában is, második volt Hollandiában és Belgiumban. Az Egyesült Államokban a Billboard listán a Can't Shake Loose című dal Top 30-as sláger volt. Az album másik sikeres dala a Wrap Your Arms Around Me, amely Belgiumban és Dániában is slágerlistás volt, míg Svédországban, Hollandiában és Észak-Afrikában Top 5-ös helyezést ért el, Németországban és Franciaországban Top 20-as volt, és világszerte 1,2 millió példányban talált gazdára. Az album munkálatait a sikeres író és producer Mike Chapman felügyelte, aki korábban együtt dolgozott a Blondie zenekarral, valamint Pat Benatar és Suzi Quatro énekesekkel is.
Az It's So Nice to be Rich című dal 1983-ban Agnetha negyedik Top 10-es slágere volt Svédországban. A dalt Tomas Ledinnel együtt közösen vették fel. Második angol nyelvű szólóalbuma az Eyes of a Woman 1985 márciusában jelent meg, és rögtön 2. helyezett lett Svédországban. Az album platinalemez lett, és az eladások alapján Európában is jól teljesített. Producere Eric Stewart, a 10cc együttes tagja volt. Az album első kimásolt kislemeze az I Won't Let You Go volt, melyet Ola Håkanssonnal közösen vettek fel. Az album másik dala – a The Way You Are – 1986-ban Svédországban listavezető sláger lett, és dupla platina státuszt ért el.
1987 elején fiával, Christiannal és egy kórus közreműködésével egy gyermekeknek szánt svéd nyelvű albumot jelentetett meg Kom följ med i vår karusell címmel. Az albumról a På Söndag a legtöbbet játszott dal volt a svéd rádióban, és Top 10-es helyezést ért el a slágerlistán.
Még ugyanebben az évben kiadta harmadik szólóalbumát, melynek Peter Cetera volt a producere. Az I Stand Alone címet viselő albumról a Ceterával duettként előadott I Wasn't the One (Who Said Goodbye) című dal felkerült a Billboard Adult Contemporary listájára. Az európai slágerlistán a „The Last Time” és a „Let It Shine” ért el helyezést. Az album abszolút sikeres volt Svédországban, 8 héten át állt az első helyen, dupla platinalemez lett. Röviddel az európai promóció után, 1988 elején Agnetha hosszabb ideig visszavonult a zenei élettől. 1996-ban kiadott egy önéletrajzi kiadványt és egy válogatás albumot, melyen ABBA dalok is találhatóak.
2004-ben tért vissza a zenei életbe, és megjelentette új albumát My Colouring Book címmel. Ez a legkedvesebb dalait tartalmazza az 1960-as évekből, amikor még tinédzser volt. Az album elsőként Svédországban debütált, és tripla platina státuszt ért el. Németországban 6. helyezett volt, és 12. az Egyesült Királyságban, ahol ezzel ezüst státuszt kapott, míg Finnországban arany státuszt ért el. Az „If I Thought You'd Ever Change Your Mind” című dal egy feldolgozás, melyet az 1960-as években Cilla Black vitt sikerre. A dal a legjobb szóló kislemeze volt az Egyesült Királyságban, és a 11. helyig jutott, Svédországban első helyezett lett a slágerlistán. A „When You Walk in the Room” című dal kevésbé volt sikeres, de így is a 34. helyig sikerült jutnia Angliában. 2007-ben élő duettet énekelt Tommy Körberg svéd énekessel a Mamma Mia! előadásán Stockholmban, ahol Andersson és Ulvaeus is jelen voltak.

#### Frida
Anni-Frid 1982-ben a Genesis dobosával, Phil Collinsszal elkészítette szólóalbumát Something's Going On címmel, melyről az I Know There's Something Going On lett sláger. A dal Franciaországban öt héten át volt első helyezett, de Ausztriában, Hollandiában, Norvégiában, Svédországban és Lengyelországban is az előkelő 3. helyet sikerült megszereznie. Németországban, Olaszországban, Finnországban, Dél-Afrikában és Ausztráliában is a legjobb 10 között jegyezték. A dal az Egyesült Államokban is felkerült a Billboard Hot 100-as listára, ahol a 13. helyen landolt, és majdnem négy hónapig szerepelt a listán. A svéd televízió az album munkálatairól dokumentumfilmet forgatott, ahol megszólaltak a zenészek, többek között Collins, Ulvaeus és Andersson is. Ez a dokumentumfilm és az album promóciós videói felkerültek a Frida – The DVD-re is.

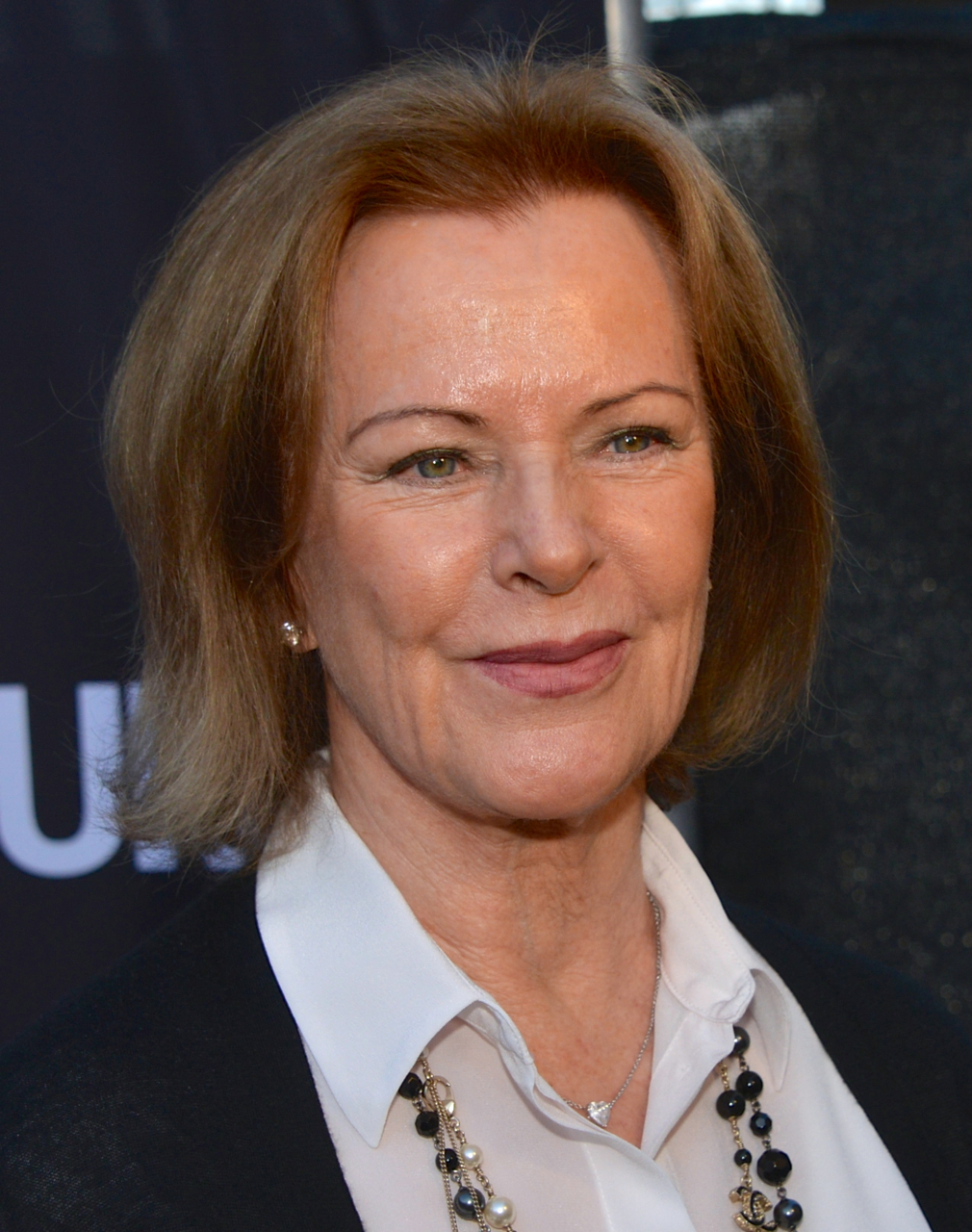
Anni-Frid (2013)

Ezt követően Párizsba ment, hogy Daniel Balavoine francia énekes közreműködésével felvegyék az 1976-os Arrival című instrumentális dal feldolgozását, Belle címmel. A számot kizárólag Franciaországban lehetett kapni. Cameron Mackintosh elkészítette a dal angol nyelvű változatát, amelyet Londonban akart előadni. Andersson és Ulvaeus részt vettek egy új dal előkészületeiben, mely az I'Am The Seeker címet kapta, és az Abbacadabra című musical egyik betétdala volt. A dalt B. A. Robertson adta elő, és önálló kislemezen is megjelent. 1984 májusában Genfben az ENSZ gáláján előadta az I Have a Dream című dalt egy gyerekkórussal.
Második szólóalbuma a Shine címet viselte, amelynek producere Steve Lillywhite volt. Párizsban került rögzítésre, és 1984-ben jelent meg. Az albumon található „Slowly” című dalt Andersson és Ulvaeus írta számára. Az ehhez tartozó promóciós videók szintén megtalálhatók a Frida – The DVD kiadványon.
1990-ben alapító-szervezője volt az „Artister för miljön” környezetvédelmi szervezetnek, amelynek 1992 és 1995 között az elnöke volt. A környezet iránti érdeklődésével rögzítette Julian Lennon Saltwater című dalát, és Stockholmba költözött. Svédországban nyári táborokat szervezett, és finanszírozott szegény gyermekek számára, a környezetvédelmi és ökológiai kérdésekre összpontosítva. Környezetvédelmi kérdésekkel foglalkozik a Djupa andetag című albuma is, amely 1996 végén jelent meg. 2004-ben megjelentette „The Sun Will Shine Again” című dalát, melyet kifejezetten neki írt Jon Lord, a Deep Purple tagja. Viszonylag visszafogott életet él, azonban néha megjelenik jótékonysági rendezvényeken is. 1992. augusztus 26-án összeházasodott Heinrich Ruzzo Reuss von Plauen herceggel, aki pár évvel később, 1999-ben limfómában elhunyt. Férje előtt a lányát is elveszítette, aki egy évvel korábban autóbalesetben hunyt el. 1993-ban a The Real Group svéd csapattal a Dancing Queen a cappella változatát adta elő, és 2003-ban rögzítette az I Have A Dream című dalt Dan Daniell svájci énekesnővel.
2005. december 5-én az Universal kiadó gondozásában megjelent egy 4 CD-ből és 1 DVD-ből álló kollekció, amely a szólólemezeiből áll, valamint egy DVD, melyen pályafutását kísérhetjük végig az 1967-es svédországi televíziós debütálásának évétől a 2004-ben Németországban készített televíziós előadásokig. A kiadványhoz tartozó interjút az énekesnővel 2005-ben a svájci Alpokban készítették. 2010-ben visszatért a stúdióba, és Georg Wadenius svéd gitáros közreműködésével felvették a Morning Has Broken című dalt, amely egy Cat Stevens feldolgozás. A dal a Reconnection című albumán található, amelyen több vendégzenész is közreműködött. Az album 17. helyezett volt a svéd listán.

## Zenéjük újraéledése az 1990-es években és a várva várt újraegyesülés
Először 1983-ban Franciaországban mutatták be az Abbacadabra című zenés gyermekmusicalt, amelynek később az angol, 1984-ben a portugál, 1985-ben a holland változata is elkészült, melyeket albumon is megjelentettek. A francia változat 12, az angol már 14 ABBA-dalt tartalmazott. Ezt követően az együttes dalai ismét az érdeklődés középpontjába kerültek.
A svéd kiadó 1992-ben úgy határozott, hogy kiadja az ABBA Gold albumot, mely a legsikeresebb számokat tartalmazta. Az album robbanásszerűen a világ toplistáinak élére került, és az egyik legnagyobb sikere volt az együttesnek. 2016-ban a hivatalos brit lemezeladási lista 60. évfordulójára kiadott összesítés alapján minden idők 2. legnagyobb példányszámban kiadott lemeze lett a Queen együttes Greatest Hits albuma mögött. Összesen több, mint 5,2 millió példány fogyott belőle az Egyesült Királyságban. 1993-ban ennek folytatásaként megjelent a More ABBA Gold, amely az addig kiadatlan I Am The Cityt is tartalmazta. Az ABBA Gold és a More ABBA Gold című válogatáslemezek megjelenésekor hirtelen ismét megnőtt az érdeklődés a zenekar iránt. 1994-ben két ausztrál film is mozikba került, melyekben ABBA-dalok is hallhatóak voltak: A Muriel esküvője, és a Priscilla, a sivatag királynőjének kalandjai. Ugyanebben az évben megjelent egy 4 CD-ből álló válogatás Thank You for the Music címmel.
Az 1990-es évek közepén az Erasure szintipop-duó az ABBA tiszteletére kiadott egy ABBA-feldolgozásokat tartalmazó EP-t, amely az ABBA Esque címet kapta. Amikor a U2 együttes 1992 júniusában Stockholmban koncertezett, meghívták Benny Anderssont, és Björn Ulvaeust is, hogy csatlakozzanak hozzájuk a színpadon, és előadták a Dancing Queen című dalt. 1992-ben megjelent az ABBA Gold: Greatest Hits című válogatásalbum, amelyet a Dancing Queen című dallal reklámoztak az Egyesült Királyságban. A dal ismét felkerült a kislemezlistára, ahol 16. helyezett lett, ezáltal újra Top 20-as slágernek számított. A válogatások iránt hatalmas érdeklődés mutatkozott, így 1993-ban megjelenhetett a More ABBA Gold: More ABBA Hits című válogatásalbum.

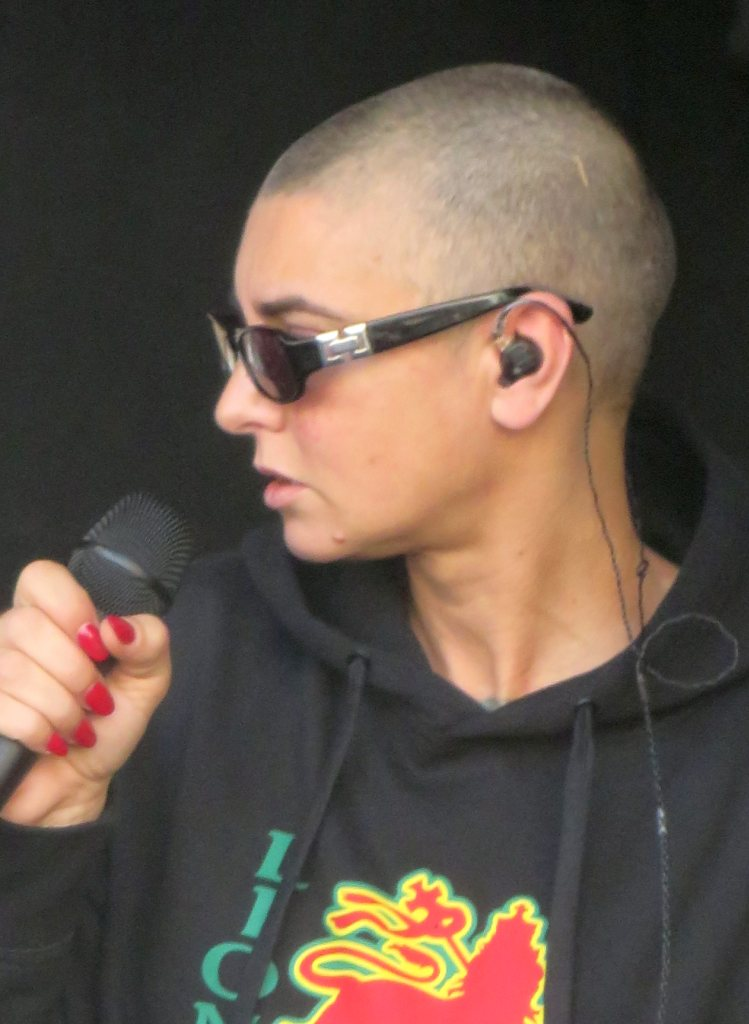
Sinéad O’Connor a Chiquitita című dal egyik feldolgozója

Az ABBA-t hamarosan más előadók is újra felfedezték, és több feldolgozás született. Evan Dando a Lemonheadsből a Knowing Me, Knowing You című dalt dolgozta fel, Sinéad O’Connor, a Boyzone és Stephen Gately a Chiquitita című dalt, míg Tanita Tikaram, a Blancmange és Steven Wilson a The Day Before You Came című dalhoz nyúlt hozzá. Cliff Richard a Lay All Your Love On Me, Dionne Warwick, Peter Cetera és a Celebrity Skin pedig az S.O.S. saját változatukat vették fel. Az amerikai alternatív rockzenész, Marshall Crenshaw készített egy változatot a Knowing Me, Knowing You című dalból, amelynek saját feldolgozását mindig előadja saját koncertjein. A svéd metál gitáros Yngwie J. Malmsteen pedig a Gimme! Gimme! Gimme! (A Man After Midnight) feldolgozását készítette el saját stílusában.
Az ABBA dalaiból két különböző összeállítás készült. Az ABBA: Tribute egybeesett a 25. évfordulóval, és 17 dalt tartalmazott, melyek közül néhányat erre a kiadásra rögzítettek. A lemezen Go West One of Us, az Army of Lovers Hasta Mañana feldolgozása, az Information Society féle Take a Chance on Me, valamint az Erasure Take a Chance on Me című dala is rákerült erre az albumra, MC Kinky közreműködésével. De hallható egy közös duett Lyngstad és a Real Group által rögzített Dancing Queen című dal is. A második 12 dalt tartalmazó album 1999-ben jelent meg ABBAmania címmel. A lemezen a Madness Money, Money, Money, a Culture Club Voulez-Vous, a The Corrs The Winner Takes It All, a Steps Lay All Your Love on Me, I Know Him So Well című feldolgozásai is az albumon szerepelnek, valamint a Thank You for the Music című dal, amelyet több művész is bemutatott az évek alatt a Brit Music Awards díjkiosztón.
1997-ben megalakult az ABBA Teens, melyet röviden csak A-Teens-nek neveztek. Az együttes első albuma a The ABBA Generation kizárólag ABBA-feldolgozásokból állt, amelyet a mai hangzásnak megfelelően rögzítettek, világszerte sikeres volt. A csapat végül 2006-ban feloszlott.
Svédországban Benny és Björn örökségének egyre növekvő elismerése azt eredményezte, hogy B & B néven emlékkoncerteket adtak azok a svéd énekesek, akik az ABBA aktív pályafutása alatt, és után is együtt dolgoztak az ABBA-tagokkal. A koncert anyaga CD-n is megjelent, valamint Skandináviában és Pekingben is sor került két koncertre.
2000-ben arról számoltak be, hogy az ABBA visszautasított egy egymilliárd dollár értékű szerződést, melyet egy újbóli összeállásra, és egy 100 koncertből álló turnéra ajánlottak fel az együttesnek. Benny Andersson indoklása szerint az ABBA újra és újra megújuló sikere éppen annak tulajdonítható, hogy az együttes – másokkal ellentétben – soha nem tért vissza. Az emberek arra emlékezzenek, amilyenek régen voltak, és szeressék továbbra is a zenéjüket. „Nem sokkal jobb az, hogy négy fiatal, energikus ember jár a képzeletedben? Jobb az, mint négy öregember”. Az együttes zenéjének töretlen népszerűségét mutatja, hogy még 2008-ban is évente 3 millió ABBA-lemezt értékesítettek a világon.
2005. október 22-én az Eurovíziós Dalfesztivál történetének 50. évfordulója alkalmából a Waterloo című dalt választották minden idők legjobb dalának.
Az eredetileg 1992-ben megjelent ABBA Gold: Greatest Hits összeállítás 2008. augusztus 3-án már ötödik alkalommal volt listaelső az Egyesült Királyság albumlistáján. A Mamma Mia! filmzene az amerikai Billboard listán szintén első helyen szerepelt. A zenekar életében ez volt a valaha elért legelőkelőbb helyezés, a korábban is produkált 14 slágerlistás helyezés mellett.
2008 novemberében megjelent The Album címmel, egy 9 CD-ből álló kiadvány, amely tartalmazza mind a nyolc stúdióalbumot, valamint a 9. lemezen ritka, nem publikált felvételek is hallhatók. Az album a svéd albumlistán a 4. helyezett lett, és számos európai országban is Top 10-es helyezést ért el.
2009. január 22-én Agnetha és Anni-Frid közösen jelentek meg a színpadon, hogy átvegyék a Rockbjörnen svéd zenei díjat. Egy interjúban hálásan megköszönték a tiszteletbeli díjat a rajongóknak. 2009. november 25-én a PRS for Music bejelentette, hogy a brit közönség az ABBA-t szavazta meg a legjobban újra látni kívánt zenekarnak.
2011. január 3-án Agnetha felvetette annak lehetőségét, hogy újra egyesüljenek, még ha csak egy rövidke időre is, azonban ezt a gondolatát még nem osztotta meg a többi taggal. 2013 áprilisában újra reménykedett az együttes feltámasztásában, és a Die Zeitnek nyilatkozva azt mondta: „Ha megkérdeznének, én igent mondanék”.
2012 januárjában az Universal Music bejelentette, hogy újra kiadja az ABBA utolsó stúdióalbumát, a The Visitors címűt, amelyen egy korábban nem publikált dal is szerepel "From a Twinkling Star to a Passing Angel" címmel.
2012 decembere óta viaszfiguráik megtalálhatók Londonban Madame Tussaud panoptikumában Michael Jackson és a Beatles mellett. A karakterek azt a ruhát viselik, amelyet az együttes 1975-ben harmadik albumuk promóciós turnéján viselt. A figurák egyenként 150 000 angol fontba kerültek és elkészítésük négy hónapig tartott.
2013 májusában Agnetha 63 éves korában interjút adott, és elmesélte, hogy az ABBA újraegyesítése soha nem fog megtörténni. „Több tényező is van, ami miatt ez nem lehetséges. El kell fogadni, hogy túl öregek vagyunk, és mindannyiunknak megvan a saját élete. Túl sok év telt el azóta, hogy abbahagytuk a közös zenélést, és tényleg nincs értelme az újabb összeálláshoz. Mindemellett jó viszonyban maradtunk, ha találkozunk néha, akkor beszélgetünk, nosztalgiázunk.” „De amíg tudunk énekelni, és játszani, bármi megtörténhet. Én szeretném, de ez Bennyn és Björnön múlik.”

### Hologramturné, a harmadik film terve és új dalok (2016)
2016. január 20-án mind a négy tag részt vett a Mamma Mia! összejövetelen, amelyet Stockholmban tartottak. 1982 óta ekkor készült róluk az első közös fotó.
2016. június 6-án az ABBA tagjai megjelentek a stockholmi Berns Salonger privát összejövetelen, melyet Andersson és Ulvaeus első találkozásának 50. évfordulója alkalmából tartottak. Fältskog és Lyngstad elénekelték a The Way Old Friends Do című dalt, mielőtt Andersson és Ulvaeus beléptek a színpadra.
Simon Fuller brit menedzser 2016 októberében kijelentette, hogy az együttes a virtuális valóságot és a mesterséges intelligenciát magába foglaló projektként jelenik majd meg ismét a színpadon. A legmodernebb technológiával készülő megoldást "új szórakoztató élménynek" nevezte. A projekt szerint az együttes tagjait az 1979-es turnén alapuló életszerű hologram jeleníti meg. A projektet ABBAtars-nak (vagy avatar projektnek) nevezték el. A tagok személyesen már nem lépnek színpadra, de avatarjuk révén holografikusan ismét turnéra indulnak.

### A visszatérés és az avatarprojekt elhúzódása a járvány miatt (2018–2021)
2018. április 27-én a tagok bejelentették, hogy 1983 óta először két új dalt rögzítettek közösen I Still Have Faith In You, és Don't Shut Me Down címmel. A dalokról elmondták, hogy „hangzásuk a megszokott lesz, de modern is”. 2018 szeptemberében Björn Ulvaeus egy interjúban elmondta, hogy a két új dal, valamint az ABBA: Thank You For The Music, An All-Star Tribute megjelenését az év végére tervezték, de még dolgoztak rajtuk, ezért nem jelent meg 2019 márciusánál előbb.
2019 júniusában Ulvaeus bejelentette, hogy az ABBAtars-t tartalmazó első új dal és videó 2019 novemberében jelenik meg. Szeptemberben egy interjúban elmondta, hogy öt új ABBA-dal jelenik meg 2020-ban. 2020-ban Andersson megerősítette, hogy a dalok 2020 szeptemberében történő megjelenésére törekszik. 2020 áprilisában Ulvaeus interjújában arról tájékoztatott, hogy a COVID-19 járvány miatt az avatarprojekt indítását hat hónappal elhalasztják. 2020-tól a Benny által az új albumhoz írt nyolc eredeti dal közül ötöt rögzített az együttes két nőtagja, és van egy új, még ismeretlen új technológiájú, 15 millió fontba kerülő videoklip, amely a zene megjelenésével egyidejűleg lesz látható. 2020 júliusában Ulvaeus elmondta Geoff Lloyd podcasternek, hogy az új ABBA-felvételek kiadása 2021-re tolódott. 2020. szeptember 22-én a londoni Ealing Studiosban az ABBA-tagok újra összeálltak, hogy folytassák az avatar projekt és a turné forgatását. A technikai késések és a járvány miatt azonban leálltak. Björn szerint az avatarturnét a technológia összetett jellege miatt 2022-re tervezték.

### Album 40 év után: Voyage (2021)

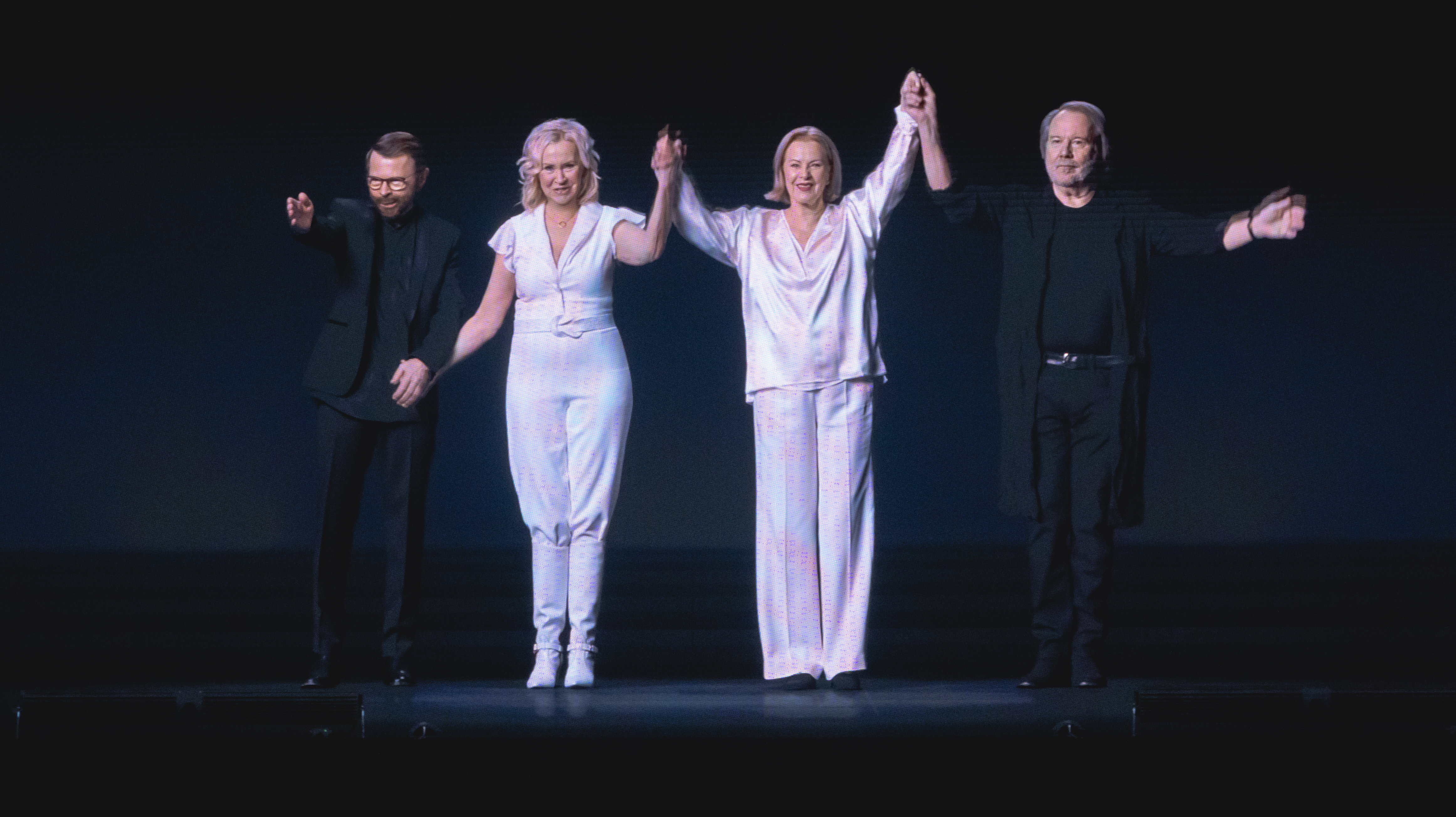
Az ABBA az ABBA Voyage koncert végén egy előre felvett felvételen visszatér a színpadra meghajolni

2021 szeptemberében bejelentették, hogy 40 évvel az utolsó albumuk után novemberben Voyage címmel új nagylemezük jelenik meg. A lemezt 2022 májusától koncerteken is bemutatják, amelyen a tagok digitális avatarjai (hangsúlyozták, hogy nem hologramok) lépnek majd fel esténként egy tíztagú zenekarral. Az együttes kilencedik albuma 2021. november 5-én jelent meg.
A digitális projektet a hollywoodi Disney-stúdió viszi, akik úgynevezett „abbatárokat” készítettek a négy zenészből, és ők ezáltal úgy néznek ki és úgy is mozognak, mint a '70-es években, de fizikailag nem lesznek ott a színpadon. Ezeken az abbatárokon 800 animátor dolgozott a világ minden pontjáról. A projektben egy 10 fős zenekar vesz részt (amelynek tagja a Klaxonsból ismert James Righton is), akik élőben játsszák a számokat. A digitális show-nak külön építettek Londonban egy 3000 férőhelyes koncerthelyszínt, amit 2022 májusától lehet látogatni a Queen Elizabeth Olympic Parkban.

## Filmes, színházi megjelenések

### Az ABBA együttesről készült film
Az ABBA-klipeket is jegyző Lasse Hallström rendezésében 1977-ben dokumentumfilm készült ABBA: The Movie címmel az együttes ausztrál turnéjáról. A film kiadása egybeesett az 5. stúdióalbum, az ABBA: The Album kiadásával, és 25 számot tartalmaz a koncertről, valamint a "Get on the Carousel" című dalt, mely csak itt jelent meg. A film gerincét a fellépések adják, de a zenekar ausztráliai turnéja, amelyet a filmesek végigkísértek, számtalan, valóban hiteles riportelemet is tartalmaz. A film magán viseli a rendező videoklipes televíziós tapasztalatait, és kultuszfilm lett a rajongók között. A ritmust, a lüktetést képi technikával, a hangzást jó kontrasztos vágásokkal dinamikusabbá tették, néha a végsőkig fokozták, ezáltal lett több, mint néhány videoklip egymásután lejátszása.
A film keretjátéka közben az ABBA-ék más és más városban lépnek fel, újabb sikert aratva, és hallhatjuk sikerszámaikat, amelyekre lényegében a film épül.

### Mamma Mia!

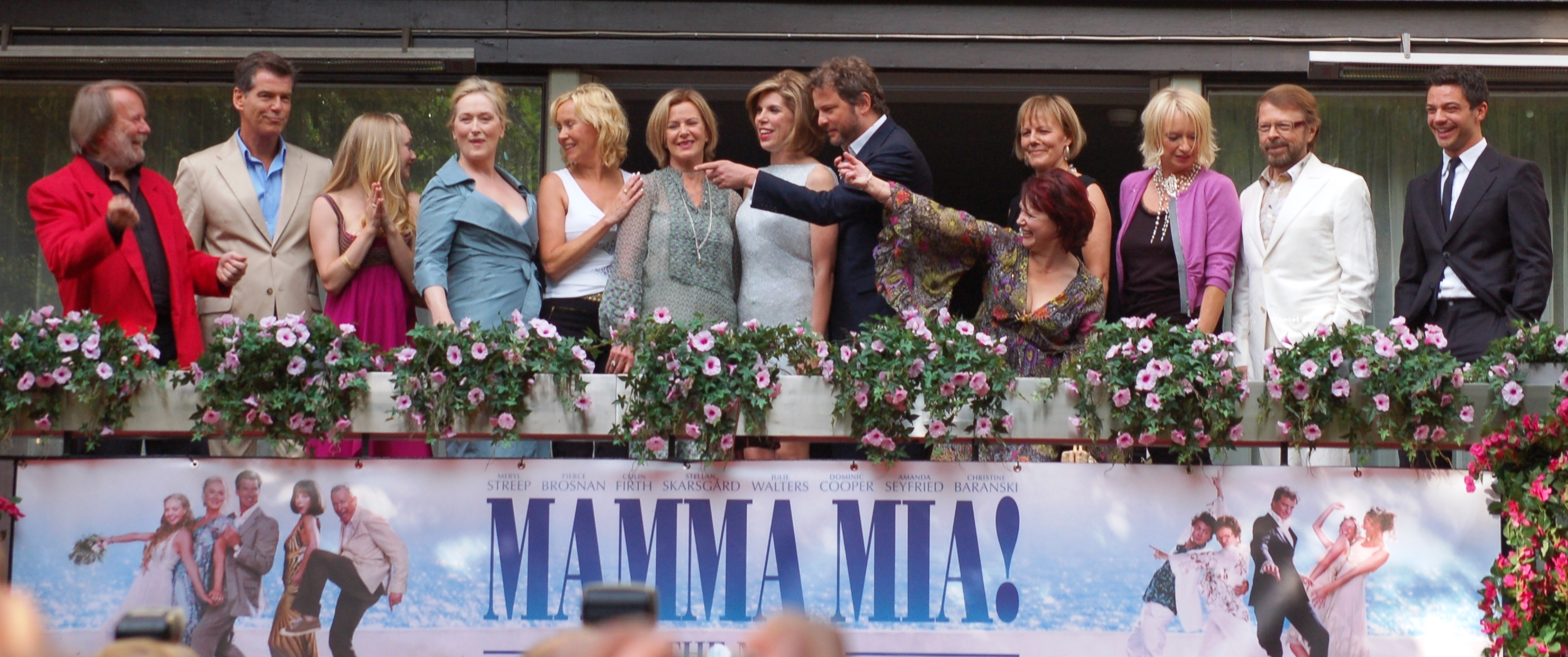
Az együttes tagjai a 2008-as Mamma Mia! színészeivel: bal szélen Benny, balról az ötödik Agnetha, keze „Frida” vállán, jobbról a második, pedig Björn

A musicalváltozat első előadását 1999-ben tartották Londonban. 2001-ben a Broadway-n mutatták be, ahol az előreváltott jegyekből a színházi világban rekordnak számító 27 millió dolláros bevétel keletkezett. Las Vegasban 2005-ben volt a darab ezredik előadása, ezzel ott az egyik leghosszabb ideig műsoron tartott mű lett. A musical Budapestre is eljutott, itt is telt ház előtt játszották.
2005-ben az ABBA mind a négy tagja megjelent a Mamma Mia! musical stockholmi premierjén.
2008-ban megjelent a Mamma Mia! filmváltozata, amely világszerte sikeres lett. Az ABBA tagok 2008. július 4-én több mint 20 év elteltével, 1986 után második alkalommal jelentek meg újra nyilvánosan együtt a film svéd premierjén. A megjelenés során többször is hangsúlyozták, hogy többé már nem akarnak együtt újra nyilvános fellépéseket vállalni, hivatkozva Robert Plant véleményére, aki szerint az újjáalakult Led Zeppelin jobban hasonlít önmagára, mint az eredeti zenekarra. Ulvaeus kijelentette, azt akarja, hogy a zenekart úgy őrizzék meg az emberek az emlékezetükben, ahogy sikereik csúcsán voltak.
A forgatás javarészt Szkopelosz és Szkíathosz görög szigeteken zajlott, míg egyes részeket a Pinewood Studios 007-es stúdiójában rögzítettek. A helyszínek között volt azonban Marokkó, Kalifornia és Anglia is. A filmet elsőként a cselekmény helyszínéül szolgáló Görögország mozijai kezdték vetíteni július 3-án. Magyarországon július 17-én, Észak-Amerikában pedig az azt követő napon mutatták be. A DVD Magyarországon 2008. november végén jelent meg.
A Mamma Mia!-t a legjobb vígjáték/musical és a legjobb vígjátéki színésznő kategóriákban (Meryl Streep) Golden Globe-díjra jelölték. Három BAFTA jelölésben részesült: a legjobb brit film, a legjobb filmzene és a legjobb első filmes kategóriákban került a kiválasztottak közé. A brit filmszakma díját, a National Movie Awardsot kapta a film zenéje, valamint a filmben nyújtott alakításáért a legjobb női főszereplő díját Meryl Streep. 2009-ben a People’s Choice Awards díjat kapta a legjobb dal, a Mamma Mia előadásáért Meryl Streep, akit a Női Filmkritikusok is a legjobb vígjátéki szereplőnek választottak. A kritikusok véleménye a filmet illetően megoszlott, ennek ellenére világszerte mintegy 600 millió dolláros bevételt hozott.

### Mamma Mia! Sose hagyjuk abba
2017. május 20-án bejelentették a Mamma Mia! film folytatását, mely a Mamma Mia! Sose hagyjuk abba címet kapta. A világpremier 2018. július 16-án volt, és július 20-án mutatták be az Egyesült Királyságban, valamint az Amerikai Egyesült Államokban. A filmben megjelent Cher is, aki 2018 szeptemberében kiadta saját Dancing Queen című albumát, amelyen ABBA-feldolgozások hallhatóak.
A kritikusok a filmet az első résznél jobbnak tartották, bár bevétele nem érte el az első rész bevételét, mert világszerte „csak” 400 millió dollárt eredményezett. A kritikusoktól azonban többnyire kedvező véleményt kapott, közülük sokan dicsérték az előadást és a zeneszámokat.

### Mamma Mia! 3.
2020. június 21-én Judy Craymer, a Mamma Mia! és a Mamma Mia! Sose hagyjuk abba című filmek producere bejelentette hogy a filmsorozat folytatódik, hisz eleve trilógiának indult. Björn Ulvaeus másnap egy interjúban megerősítette hogy több új dal szerepel majd az új filmben is. Hogy magát a filmet mikor mutatják be, az akkor még bizonytalan volt, ugyanis a producer azt is elárulta hogy: "Ezekben a hónapokban kezdődtek volna el az első munkálatok, azonban a vírus közbeszólt. Még ugyan nem tudom mikor állhatunk neki ismét, de egy valami biztos. A show-nak folytatódni kell, és biztos hogy lesz harmadik és egyben utolsó rész is." A 3. részbe tervezett négy új dalt a zenekar tagjai egy online koncert keretében mutatták be.

## ABBA-zenék játékokban
2008-ban a Sony Computer Entertainment Europe a svéd Universal Music Group kiadóval közösen megjelentette a SingStar ABBA videójátékot mely PlayStation 2 és PlayStation 3 játékkonzolokon is fut. A PS2 változat 20 ABBA-dalt tartalmaz, míg a PS3 25 dalos. A Mamma Mia! néhány dala elérhető volt az online RPG játékban 2011. május 17-én.
A Gimme! Gimme! Gimme! a Bandmaster Fülöp-szigeteki szerverhez mint nem-prémium dalválaszték tartozott. Ugyanebben az évben, november 15-én az Ubisoft megjelentette az ABBA: You Can Dance című táncos játékát. A játékban 25 klasszikus ABBA slágerre lehetett táncolni a zenekar virtuális tagjaival együtt.

## Az „ABBA hangzás”
Benny és Björn közös munkájának eredménye lett az egyre jellegzetesebb hangzásvilágú, szerethető, jól eladható zene. Számaik kidolgozottak, dallamosak, erőteljesek, hangszerelésük rögtön felismerhető, egységes. Az énekesnők eltérő hangszínnel – Agnetha szoprán, Frida mezzoszoprán – jól kiegészítették egymást. Tudatosan formáltak egy stílust, amit azután a zenerajongók többsége elfogadott. A hangzás kialakításában kiemelkedő szerepe volt Michael B. Tretow hangmérnöknek, aki egy úgynevezett "wall of sound" típusú produkciós technikával kísérletezett, ezzel teljesen új hangzást adott az együttesnek. A hangmérnök bonyolult stúdiótechnikával a hangok és a hangszerek több változatát készítette el úgy, hogy több hangsávra rögzítette azokat, és vagy lassított néhány hangelemet, vagy kissé visszajátszotta őket az időben. Így az ABBA dalokban gyakran teljesen új hangelemek jöttek létre, amelyeket az előállítási technikáknak az ismerete nélkül nem lehetett lemásolni, és ami a dalaikat egyedülállóvá és összetéveszthetetlenné tette. Tretow teremtette meg az ABBA hangzást, amit a hangok duplikálása adott. Nemcsak jó dalokat alkottak, hanem olyan hangzást is nyújtottak, ami akkor újdonságként hatott.
Az ABBA nem próbált fekete elemeket belecsempészni a kicsit rockos-diszkós zenéibe, hanem épp ellenkezőleg, elkezdtek használni rengeteg, inkább a komolyabb műfajokban használatos "trükköt". A nagyon stílusos zongora- és gitárjátékot megfűszerezték a kor slágerzenéire oly jellemző szimfonikus backgroundokkal, de mégis újszerűek maradtak. Az ABBA nem egy hosszan tartó divathullám, hanem szakmailag is megalapozott zenei siker volt.
Noha a kritikusok a muzsikájukat sokszor nevezik „glamour-popnak”, az mégis időtállónak bizonyult, hiszen évtizedek elteltével is széles körben ismert és kedvelt. Sikereikben annak is szerepe van, hogy zenéjük minden generáció számára befogadható és élvezhető. Az ABBA minden idők egyik legnépszerűbb együtteseként állandó viszonyítási alap, legenda lett.

## Divat, stílus, videók
Az ABBA széles körben elismert volt a tagjai által viselt színes és trendeket meghatározó jelmezeik miatt. Fellépőruháik akkoriban kissé extravagánsnak, később inkább mókásnak tűntek. A vad jelmezek oka a svéd adótörvény volt. A ruhák költsége csak akkor volt levonható az adóból, ha másként nem lehetett viselni, csak előadásokhoz. A színpadi képhez Graham Tainton koreográfus segítsége is hozzájárult, ami által mozgásuk még meghatározóbb volt.
Hogy a zenekar slágerei minél szélesebb körben jussanak el az emberekhez, videóklipeket kezdtek el gyártani, így őket tartják a műfaj legkorábbi képviselőinek. Az ABBA azért készített videóklipeket, hogy dalaik sok országba eljussanak, mivel személyes megjelenésekre nem mindig volt lehetőség. Ezzel minimalizálták az utazásokat, különösen olyan országokba, ahová nagyon hosszú lett volna a repülőút. Fältskognak és Ulvaeusnak volt két kisgyermeke, akiket Agnetha mindig nagyon vonakodva hagyott magukra hosszú időkre, és amúgy is félt a repüléstől. Az ABBA menedzsere, Stig Andersson rájött, hogy a televízión keresztül egyszerűbb egy videóklip bemutatása vagy egy album nyilvánosságra hozatala, mintha személyesen jelennének meg az adott országokban. Néhány videójuk mind megjelenésileg, mind jelmezileg divatot teremtett. Néhány ilyen videó az 1970-es évek jelmezei és a korai videóeffektusok miatt lett klasszikus, például a zenekar tagjainak különböző párkapcsolatokban való csoportosítása, az egyik énekes profiljának átfedése a másik teljes arcával, melynek következtében az egyik tag kontrasztja lett egy másik. Az ABBA videóit, és az ABBA: The Movie című koncertfilmet is Lasse Hallström rendezte. Az ő nevéhez fűződnek a Magyarországon is bemutatott Kutyasors, az Árvák hercege és a Csokoládé című, Oscar-díjra jelölt filmek is.
1976-ban az ABBA részt vett a Matsushita Electric Industrial Co., ausztráliai reklámkampányban, melyet Japánban is közvetítettek. Öt, egyenként egy perces spotot készítettek, amelyekben a Fernando című dallam is felcsendült.

## Kritikák
Svédországban az 1970-es években a zenét erősen befolyásolta a progresszív „Music Movement”, röviden a „Progg mozgalom”, amely zenei kiadókat, lemezkiadókat, újságokat és rádióállomásokat foglalt magába. Erre a zenei stílusra jellemző volt a baloldali jellege, amely tükröződött a politikai szövegekben, és semmiképpen sem volt a kereskedelmi sikerhez igazodva. Ez ellentétben állt az ABBA-val, amellyel szemben a Progg mozgalom számtalan vádat fogalmazott meg. Ahogy a Svéd Műsorszolgáltató Társaság ifjúsági főszerkesztője elmondta: „Az ABBA zenéi nem fejezik ki az érzéseket, csupán kereskedelmi célokat szolgálnak, ezáltal a zenéjük szenvedélytelen, hideg termékké vált.” Az Eurovíziós Dalfesztivállal párhuzamosan, amelyet az ABBA győzelme után egy évvel, 1975-ben Svédországban rendeztek, a Progg ellenrendezvényként alternatív fesztivált szervezett. A következő évben, az 1976-os versenyen Svédország nem is vett részt.
Különösen az ABBA dalversenybeli győzelme után és a következő években az együttest és menedzserüket is kritizálták a teljesítményük miatt. A zenét „tehetséges bóvliként” írták le, amelyből „hiányzik a személyes érzelmek kifejezése”. Az együttest „egy megkeményedett cinizmus eredményének” jellemezték, és azzal vádoltak őket, hogy zenéjükkel csak a szerzők számláját akarják feltölteni, anélkül, hogy bármit is adnának a hallgatóknak cserébe. A Progg mozgalom olyan messzire ment, hogy olyan neves svéd zenészeket, mint Janne Schaffer, Mike Watson vagy Ulf Andersson, akik az ABBA-val dolgoztak együtt, kizárták soraik közül. Schaffernek tilos volt a mozgalom befolyása alatt álló termekben játszani. Az ABBA az akkori Svédországban létrehozta a zene „kétpólusú társadalmát”, amelyben megkülönböztették a 'kereskedelmi' és a 'nemkereskedelmi' zenét.
Svédországgal ellentétben az ABBA-t az Egyesült Államokban nem sokkal a dalversenyen elért győzelem után nagyrészt pozitívan fogadták. Ott ekkor már sok kritikus panaszkodott arra, hogy a rockzene „gyakran elbizakodott és csillogásra épülő művészeti formává” fejlődött. Az ABBA ezzel szemben tömör és gyors tempójú popszámaival sokkal közelebb áll a tényleges rock and rollhoz, mint a sok eltúlzott gitárágyú, vagy a lélekbarát csoportok. Más kritikusok azt is írták, hogy a Waterloo „egyértelműen kiemelkedik a lélekballadák és a triviális countryzene egész mocsarából”. Későbbi albumok, például az Arrival és az ABBA – The Album is jó kritikákat kaptak. A Billboard magazinban az Arrivalt „a művészi fejlődés jeleit mutató albumként” emlegették. A The Album dalait azért dicsérték, mert „a fülbemászó, átgondolt szövegek soha nem voltak ilyen erősen kiemelve a billentyűs/szintetizátor hangzással, mellettük a gitár és a basszus elvesznek a háttérben.
Nagy-Britanniában különösen a rockzene kritikusait lepte meg, hogy az ABBA, mint olyan popcsoport, amely „csak szórakoztatni szeretett volna”, nagy sikert aratott a brit piacon. Az ABBA-t itt azzal vádolták, hogy zenéjük nem a blues és a soul zene hagyományaiban gyökerezik. 1977-ben az Egyesült Királyságban rendezett koncertkörútjukon a kritikusok azt írták, hogy a csoport „okosan és kíméletlenül manipulált, igazolták a melegség hiányát, a szinte jeges légkört a technikailag tökéletes élő show-kban”.

## „A legjövedelmezőbb svéd vállalat”

### A lemezbevételek
1973–74-ben, még a Waterloo című daluk megjelenése előtt, az ABBA bevétele 3,6 millió svájci frank és nyeresége szerény 90 000 frank volt. A következő évek számai viszont már impozánsak: 1974–75-ben az üzleti forgalom 8,1, a nyereség 2,2 millió frank, 1975–76-ban 15,8, illetve 4,5 millió; 1976–77-ben 36, illetve 21,2 millió, végül 1977–78-ban 38,7, illetve 22,5 millió frank, amely 86 millió svéd koronás forgalomnak felel meg, melyből az együttes tiszta nyeresége a 22,5 millió svájci franknak megfeleltethető 50 millió svéd korona volt. Ez messze meghaladta a Volvo gépkocsigyár, az SKF golyóscsapágy-művek, a Nestlé és a többi svéd óriásvállalat nyereségét. A megelőző öt évben az ABBA 102,2 millió svájci frank értékben adott el lemezeket, ebből 57,2 millió svájci frank került az ABBA társaság tagjainak zsebébe. A Beatles-sikerek óta senkinek nem keltek el olyan óriási példányszámban a lemezei, mint nekik.
Az ABBA nemcsak popegyüttes, hanem ipari konszern is volt, amelynek részei a Sweden Music AB (tulajdonosa Stig Andersson), a Harlekin zenei kiadó (tulajdonosai az ABBA együttes tagjai), a Polar hanglemezgyár, valamint a Polar Music International. 1978-ig a jövedelméből az ABBA többek között vásárolt egy stockholmi képcsarnokot, egy ideig sportüzletet tartott fenn, majd megvásárolta az egyik stockholmi sportpalotát, több házat és egy sereg részvényt, de rendelkezett műkereskedéssel, olajkereskedelemmel foglalkozó céggel, valamint övék volt a Monark márkájú kerékpárokat gyártó cég is. Bevételük 25 százaléka Svédországból származott, a többi 75 százaléka Európából, Amerikából és Ausztráliából eredt. 1978-ban az ABBA a Beijerinvest ipari és kereskedelmi konszernnel együtt megalakította a Sannes Trading társaságot. Ez a társaság a szocialista országokban elhelyezett 40 millió lemez bevételéből kőolajat és ipari termékeket vásárolt és adott el.
A hatalmas konszern élére 1978-ban egy pénzügyi szakembert szerződtettek Leit Bengtsson személyében, aki egy nagy svéd bank igazgatói állását hagyta ott. Bengtsson hitvallása az volt, hogy „a négy ABBA megkeresi a pénzt, az én dolgom jövedelmezően befektetni ezt a pénzt, mégpedig minden feltűnés nélkül. Ezért csak szolid vállalkozások jöhetnek számításba, spekulánsok ajánlataival nem foglalkozunk.” Az ABBA tagjai a haszonrészesedésüket vállalkozásokba fektették, ezzel csökkentve a közismerten igen magas svéd adójukat. Újabb bevételi lehetőséget is vizsgáltak: hogyan lehetne hasznosítani kozmetikumok, italok, trikók, szórakoztató-elektronikai gyártmányok stb. elnevezésében a védjegyzett ABBA nevet. Emellett az ABBA-konszern több svéd popsztárt is tartott takaréklángon, hogyha úgy adódik, bedobja őket a nemzetközi könnyűzene világába.
Az 1982-es felbomlás után két és fél évtizeddel is az Abba volt tagjai még mindig milliókat keresnek dalaikkal. A mai napig több mint 350 millió album kelt el világszerte.

### Nemzetközi sikerek
Az ABBA 1975-től kezdődő egész világra kiterjedő népszerűsége nemcsak kereskedelmi jellegű, hanem abban is figyelemre méltó volt, hogy az 1970-es évekig egyetlen svéd vagy skandináv együttes sem ért el hasonló sikert. A svéd zeneművészek sikere az 1950-es évek óta többnyire csak a hazájukra korlátozódott, és egy album 50 000 példányának értékesítését már nagy sikernek tekintették. Az ABBA lemezei 1974-ben 250 000 példányban, az Arrival című albumuk két évvel később már 750 000 példányban kelt el hazájukban. 1979-re az együttes 2,9 millió lemezt adott el Svédországban. 2010-ben az ABBA-lemezek kiadója, a Universal Music a világszerte értékesített 375 milliomodik lemez alkalmából köszöntötte az együttes tagjait. Az együttes felbomlása óta is évente két-három millió lemezük kel el világszerte.
Egyesült Államok
1972 és 1982 között – aktív karrierjük során – 20 kislemez került fel a Billboard Hot 100-as listára, melyből 14 volt Top 40-es sláger. 13 dal a Cashbox Top 100-as listára is felkerült, és 10 dal volt Top 20-as. A kislemezek közül négy dal volt Top 10-es helyezett, köztük a Dancing Queen amely 1977 áprilisában első helyezett volt. Míg a Fernando és az S.O.S nem volt Top 10-es sláger a Billboard Hot 100-as listán, csupán a 13. és 15. helyre sikerült kerülniük. A Cashbox listán viszont a Fernando benn volt a legjobb 10 között. A Dancing Queen és a Take a Chance On Me című dalok több mint 1 millió példányban keltek el az Egyesült Államokban, és arany státuszt kaptak.
A csapatnak 12 Top 20-as dala volt a Billboard Adult Contemporary listán, közülük a Fernando és a The Winner Takes It All első helyezett volt. A Lay All Your Love on Me című dal a negyedik kislemez volt, mely slágerlistás első helyezett volt a Billboard Hot Dance Club Play listán.
Kilenc ABBA album volt Billboard 200-as helyezett, közülük hét Top 50-es, és négy album elérte a Top 20-as helyezést. Az ABBA: The Album a 14. helyig jutott az albumlistán. Ez az együttes karrierjének slágerlista szempontjából legnagyobb csúcsa volt az Egyesült Államokban. Öt album kapott RIAA aranytanúsítványt a több mint félmillio eladott példányszám után, három album pedig platinalemez volt a több mint egymillió eladott példányszám alapján.
Az 1993-ban megjelent ABBA Gold válogatás a Billboard Top Pop Catalog Album listára 2008 augusztusában került fel, és ez volt az első kiadványuk, amely első helyezést ért el a Billboard albumlistán. Az album hatszoros platinalemez eredményt ért el az eladások alapján. (1x platina = 1 millió eladott példány). 2008-ban a Dancing Queen című dal megkapta az amerikai rádiókban leggyakrabban játszott számért járó BMI Awardot. Az Amerikai Egyesült Államokban az ABBA albumai összesen 10,5 millió példányban keltek el, és az ABBA Gold mellett még másik két lemez is platinalemez lemez lett. Öt lemezük ért el arany minősítést.
2010. március 15-én tartották a New York-i Waldorf Astoria Hotelben a Rock and Roll Hall of Fame (Hírességek csarnoka) beiktatási ünnepségét, amelyen az együttest Anni-Frid Lyngstad és Benny Andersson képviselte. Elért sikereik alapján az ABBA is a kiválóságok közé került.
Ausztrália
1974-ben a Waterloo című számuk az ausztrál slágerlista 5. helyéig jutott. Hat hónappal később a Honey, Honey a 29. helyet érte el, 1975 augusztusában az I Do, I Do, I Do, I Do, I Do már az 1. helyre futott be, ahogyan a Mamma Mia is, amely 32 héten át szerepelt a Top40-ben. A Waterloo című album kétszeres platinalemez lett, de még ezt is túlszárnyalta az ABBA album, amelyből félmillió példány kelt el és tízszeres platina minősítést kapott. A Ring-Ring című album három platinalemezt eredményezett. Az „ABBA-láz” csúcsán lemezeik eladásából 200 millió dollár folyt be. Az ausztrál turnét követően a Fernando című szám 14 héten keresztül állt az első helyen, és a lemezből 720 000 példány kelt el. Az ABBA single-k összesen 42 hétig birtokolták az első helyet Ausztráliában, amellyel megelőzték Elvis Presleyt, aki 36 héten át volt az élen, és náluk csak a Beatles szerepelt jobban, akiknek a számai 108 hétig vezették a listát. Az Arrival című album a megjelenés napján 750 000 példányban fogyott el. A Dancing Queen 300 000 példányos eladást ért el. 1976 végéig az ABBA csak Ausztráliában már 139 aranylemezt szerzett. 1979-ben a Best of Abba albumból a 14 milliós lélekszámú Ausztráliában 1,1 millió példányt adtak el, és 22-szeres platinalemez lett.
Egyesült Királyság
Az 1974-es Eurovíziós Dalfesztivál előtt a fogadóirodák csupán 20:1 arányban jósolták az ABBA győzelmét. Az ismeretlenség ellenére megnyerték a versenyt, és az együttes egyből a média érdeklődésének középpontjába került. Győzelmüket követően 1980-ig 6 millió kislemezt, albumot és kazettát értékesítettek az Egyesült Királyságban, amely négy év alatt mintegy 500 millió dollár bevételt eredményezett számukra. Platinalemez lett az Arrivel, a Greatest Hits, az ABBA: The Album és a Voulez-Vous. Aranylemezes lett a Dancing Queen, a Money, Money, Money, a Knowing Me, Knowing You, a Take A Chance On Me, a Chiquitita és a Name of the Game. Hét első helyezést értek el a brit slágerlistákon, ennél többet csak a Beatles, Elvis Presley, Cliff Richards és a Rolling Stones. A londoni Royal Albert Hallba meghirdetett koncertjükre, amelyre csak levélben lehetett jegyet igényelni, a 11 212 hivatalos férőhelyre több, mint három millió igénylés érkezett, némelyikben 20–30 jegyet kérve, így ha minden igényt ki szerettek volna elégíteni, 650-szer tudták volna megtölteni az arénát.
Németország
A Very Best of Abba háromszoros aranylemez lett, és háromszor annyi kelt el belőle, mint a szintén aranylemezes Arrival albumból. A kislemezek közül a Money, Money, Money és a Knowing Me, Knowing You eladása meghaladta a 300 000-et. 1977-ben az ABBA négy német városban, Berlinben, Hamburgban, Stuttgartban és Kölnben adott koncertet, amelyekre a jegyek néhány óra alatt elfogytak.
A német slágerlistákon 30 kislemez, illetve dal ért el helyezést, közülük 9 ért el első helyezést, további 13 került az első 10-be. Az albumok listájára 34 albumuk volt található a listán, közülük hét az első helyen, és további tíz az első tízben.
Dél-Afrika
Dél-Afrikában már 1972-ben kiadták a People Need Love című számot. 1980-ig hét ABBA-kislemez került a slágerlisták első helyére és 11 a Top3-ba, mely öt aranylemezt eredményezett számukra. Az albumok tekintetében még nagyobb sikert értek el: 13 kapott aranylemezt, közülük négy a platinafokozatot is megkapta.
Franciaország
Az Eurovíziós győzelem után hirtelen megnőtt az érdeklődés az együttes iránt. A Waterloo kislemezből 500 000 példány fogyott el, és aranylemezes lett, ugyanúgy, ahogyan az S.O.S./Fernando kislemez és az I Do, I Do, I Do, I Do, I Do. Az albumok közül az ABBA’s Greatest Hits 100 000 darabos eladást produkált, a Voulez-Vous pedig kétszeres aranylemez lett.
Magyarország
Az ABBA az 1974-es Eurovíziós Dalfesztiválon aratott győzelme után azonnal berobbant a magyar zenei piacra. A rádió gyakran sugározta számaikat, a róluk készült filmet az ország többszáz mozijában vetítették. Az első ABBA válogatáslemezt 20 000 példányban adták ki, és pillanatok alatt elfogyott. A Voulez-Vous album kezdetben már 75 000 példányban került a boltokba, de még így is utánnyomásra kényszerültek. Az album az országban minden idők legnagyobb példányszámban kiadott hanglemezeként kétszeres aranylemez lett.

### A Polar Music Stúdió

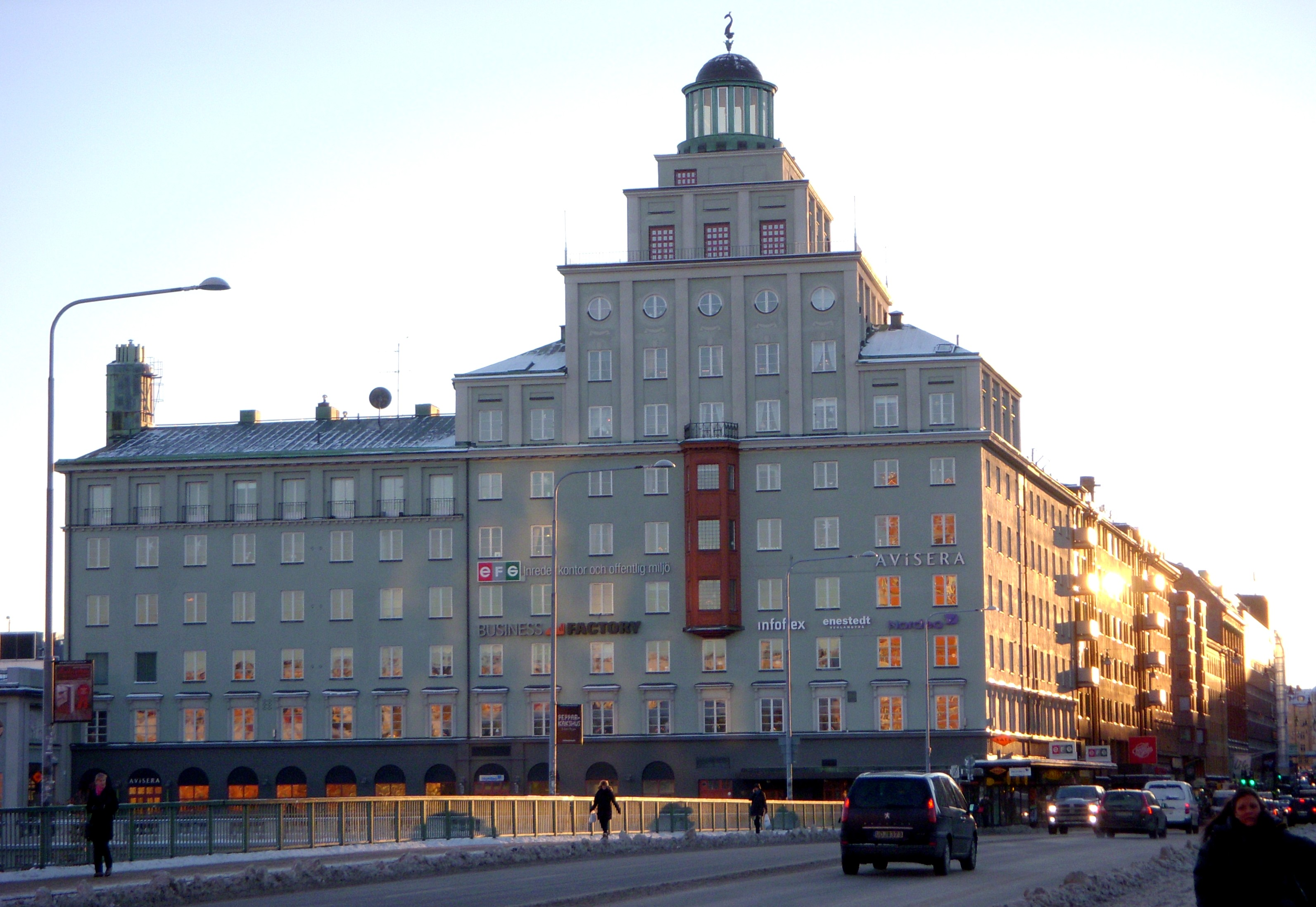
A Polar Music Stúdió épülete

A Polar Music céget 1963-ban alapította Stig Anderson és Bengt Bernhag. A cég egy 1934-ben épült korábbi moziban, Stockholmban, a Kungsholmen szigeten, a Sankt Eriksgatan 58–60. szám alatt volt, ahol az akkori technikának megfelelő modern stúdiót rendeztek be. Az épületet 1978-ban Stig 'Stikkan' Anderson, Björn Ulvaeus és Benny Andersson megvette, és megnyitották a stúdiókat, hogy az ABBA és más Polar Music művészek felvételeit egy helyen rögzítsék. A Polar Musicban számos svéd és nemzetközi zenész, énekes és együttes működött szerződéssel, de legismertebb és legsikeresebb „alkalmazottai” a svéd ABBA együttes tagjai voltak, akik később a stúdió részvényesei is lettek. Részvényeiket az együttes felbomlása után sorban eladták. Először 1982 végén Frida vált meg összes részesedésétől a POLAR-ban és Londonba költözött, 1983-ban Agnetha adott túl az üzletrészén, majd 1984-ben Benny és Björn is követte példájukat. Az épületből Björn és Benny részét 1984-ben Anderson kivásárolta.
Itt rögzítették az ABBA utolsó három stúdióalbumát, valamint Anni-Frid Lyngstad és Agnetha Fältskog szólólemezeit. Az installációkat más svéd csoportok is használták, például a Roxette és a Cardigans, valamint külföldi művészek, például a Rolling Stones és a Led Zeppelin, akik 1978-ban itt rögzítették az In Through the Out Door albumot. A Genesis együttes is itt készítette a Duke című albumát. A létesítményt használta még többek között a Backstreet Boys, a Pretenders, a Beastie Boys, a Joan Armatrading, a Ramones, Ofra Haza, Randy Edelman, Chic, Def Leppard és Burt Bacharach is.
A stúdiót a világ egyik legkiválóbbjának tartották. Középpontjában a Harrison keverőpult állt, amelyet Leif Mases technikus módosított, hogy egyedi hangzást kapjon. Az ABBA 1981-es The Visitors című albuma fordulópontot jelentett a Polar számára, mivel a stúdió új 3M digitális felvevőjével rögzítették, így az egyik első digitális mainstream poplemez lett. A stúdió belseje adta 1979-ben az ABBA Gimme! Gimme! Gimme! (A Man After Midnight) videó helyszínét, amelyben az ABBA-t úgy ábrázolták, mintha a dalt rögzítenék. A valóságban a felvétel már befejeződött, de bepillantást engedett abba, hogy milyen volt a stúdióban dolgozni. A nagy turnéra készülő ABBA-nak nem volt ideje videofilmet forgatni egy filmstúdióban, ezért inkább a Polar Stúdiót használták. A Polar Music Studios 26 évnyi működés után 2004. május 1-én zárta be kapuit, hogy újból megnyíljon egy új helyszínen, a King Side-ban.
Szerződési és pénzügyi viták, valamint az ABBA egyes tagjaival folytatott viták miatt Stig Anderson 1990-ben eladta a Polar Music-ot, beleértve a bejegyzett ABBA márka szinte összes licencelési és hasznosítási jogát a Polygram médiacsoportnak, amelytől a Universal Music az 1990-es évek végén vásárolta meg.
A Polar Music konszern része volt a Polar hanglemezgyár (tulajdonosok fele-fele arányban Stig Andersson és az ABBA), valamint a Polar Music International (50 százalék Andersson, 50 százalék ABBA). A Harlekin cég szervezte a koncerteket, és tulajdonosai voltak a Sweden Music kiadóvállalatnak is. A Polar Music égisze alatt működött a stúdió, nemcsak az ABBA, hanem más együttesek felvételei is ott készültek. Külföldi érdekeiket a Polar Music International képviselte, ez utóbbinak lényegében egyetlen feladata volt: tőkeberuházási lehetőségeket felkutatni. Ezenkívül tulajdonuk volt az AH—Grafik elnevezésű galéria és a Wimab sportszergyártó vállalat is. Nemcsak eladtak, hanem vettek is zenei anyagokat, például a magyaroktól is vásároltak hanglemezeket.

## Az ABBA-múzeum

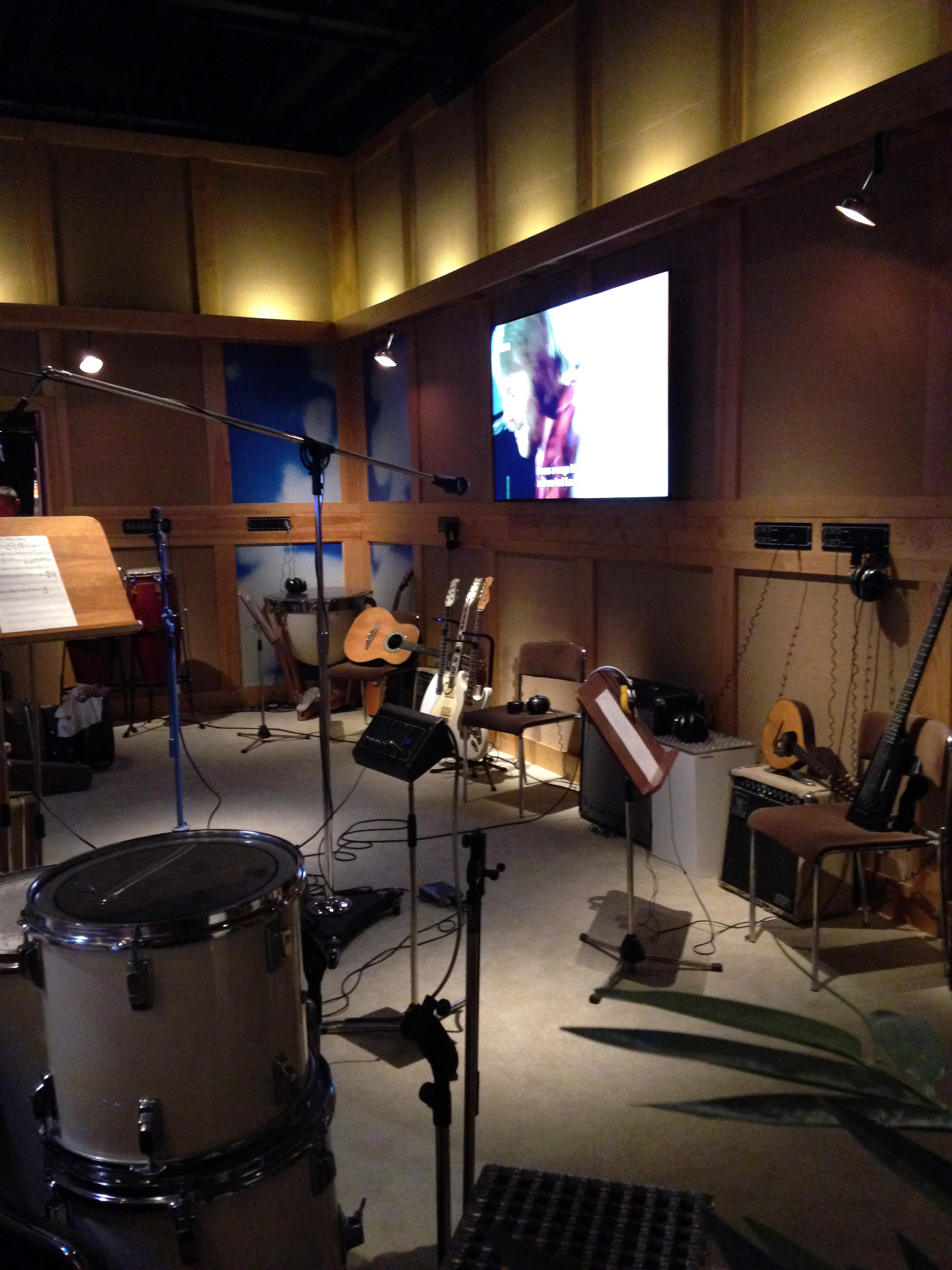
A Polar Music Stúdió eredeti berendezésének rekonstrukciója az ABBA Múzeumban (2014)

A stockholmi ABBA-kiállításra szánt terveket, melyeket az angliai Beatles múzeum inspirált 2006-ban fektette le Ulf Westman és Ewa Wigenheim-Westman. 2010. január 27-én egy 25 helyiségből álló interaktív és audiovizuális tevékenységet bemutató turnékiállítás debütált Londonban ABBAWorld néven. A kiállítás honlapja szerint a zenekar tagjai jóváhagyták, és teljes mértékben támogatták a projektet. A kiállítást Londonban, majd Melbourne-ben is óriási érdeklődés kisérte. Az egyedülálló multimédiás interaktív kiállítás 2010. december 4-étől Győrben is megtekinthető volt.
2012 októberében bejelentették, hogy a következő évtől egy állandó kiállítás nyílik Stockholmban, amely az addig vándorkiállításként működő ABBAWorld-öt váltja fel. Az állandó kiállítás terveit végül 2012. október 3-án fektették le, és helyszínként a Djurgården szigetén található Gröna Lund vidámpark közelében lévő épületet jelölték meg. A múzeum 2013. május 7-én nyílt meg egy stockholmi vámház százesztendős épületében, a Vasa Múzeum közelében. A stockholmi kikötőnegyedben álló 4000 négyzetméteres épületben színpadi kosztümöket, hangszereket és az 1974 és 1982 közötti évekből fennmaradt egyéb emléktárgyakat tekinthetnek meg a látogatók. A múzeumban újból felépítették az ABBA egykori stúdiójának mását, a Polar Music Stúdiót, és ott a látogatók saját ízlésük szerint játszhatják különféle hangszereken a kvartett hajdani sikeres számait.
A múzeumot évente több, mint 1 millióan látogatják.

## Politikai álláspont
1981 decemberében Lengyelországban szovjet nyomásra kihirdették a szükségállapotot. Az események ellen tiltakozó Let Poland Be Poland című tévéműsorban – különböző hírességek mellett – az ABBA is szerepet vállalt, a Visitorst ettől kezdve nem lehetett kapni a szovjeteknél, ahogy az ABBA The Movie című film is eltűnt a mozikból.
1982-ben kétségkívül politikai okokból vették ki az amerikai televízió Lengyelország megsegítésére rendezett műsorából a népszerű svéd Abba együttes zeneszámát. A The Visitors című daluk ugyanis a totalitárius kormányok, a szovjet-uralta államok ellen tartott titkos találkozókra utalt. Az ABBA egyik tagja elmondta, hogy daluk szövegével nem voltak hajlandók az amerikai propagandát szolgálni. Reményét fejezte ki, hogy a daluk hordozta üzenet, amely őszinte szolidaritást fejez ki a lengyel nép iránt, bejárja majd a világot, és az emberek megértik belőle azt is, miért nem engedték abban a bizonyos propaganda indíttatású műsorban elénekelni.
2010 szeptemberében Andersson és Ulvaeus bírálták a jobboldali dán Néppártot (DF), mivel az ABBA Mamma Mia című dalt játszották módosított dalszöveggel a gyűléseken. A zenekar pert fontolgatott a párt ellen, mondván, soha nem engedték, hogy zenéjüket politikai célokra felhasználják, és semmilyen érdekük nem fűződik a párt támogatásához. Az Universal Music később azt mondta, hogy semmilyen jogi intézkedést nem hoznak, mivel megállapodás született.

## Díjaik, elismeréseik
- 1974: Eurovíziós Dalfesztivál 1. hely[47]
- 1974: Radio Luxembourg Lion Award, "Arany Oroszlán Díj" a Waterloo című dal
- 1975: BMI Award: az az amerikai rádiókban leggyakrabban játszott számért (S.O.S.)[53]
- 1975: Nyugat-német zenei díj: "Az év legjobb dala" (S.O.S.)
- 1977: Carl–Alan Award, a Dancing Queen felvétele: "a legjobb vokális lemez táncoláshoz" (a Mecca szórakoztatóipari cég díja az előző év kiemelkedő hozzájárulásáért a tánc és a tánczene világában)
- 1977: Carl–Alan Award, az ABBA együttes, mint előadó, "a legkiválóbb együttes" díja
- 1978: Edison Award holland zenei díj (a "holland Grammy") a The Album című albumért
- 1978: Carl–Alan Award, a Take A Chance On Me felvétele: "a legjobb vokális lemez táncoláshoz"
- 1979: A Svéd Királyi Zeneakadémia és a Musikrevyn magazin díja a "legjobb Svédországban felvett és gyártott albumért" (Voulez-Vous)
- 1981: Az amerikai varietéművészek által adományozott "Az év szórakoztatója" díj (az év énekcsoportja kategóriában)[197]
- 1981: A Svéd Királyi Zeneakadémia és a Musikrevyn magazin díja a "legjobb Svédországban felvett és gyártott albumért" (Super Trouper)
- 1982: Arany Gramophone-díj az akkori német lemezvállalattól, a Deutsche Grammophontól "az ABBA világszerte végzett népszerű zenéhez nyújtott kiemelkedő hozzájárulásának elismeréseként" (addig csak klasszikus zenészek nyerték el a díjat)
- 1982: Svéd kulturális díj (Expressens Kulturpris) a díjazottat a Svéd Akadémia és a Svéd Királyi Zeneakadémia tagjaiból álló zsűri választja ki. (1999-ig az ABBA volt az egyetlen pop/rock zenész, aki valaha is megkapta ezt a díjat)
- 1992: Tiszteletbeli Grammis-díj (svéd zenei díj, a "svéd Grammy")
- 1993: World Music Award az év legnagyobb példányszámban eladott lemezéért (ABBA Gold: Greatest Hits)
- 2000: Az "évszázad svéd művésze" Rockbjörnen-díj
- 2002-ben az ABBA-t beiktatták a Sharon (Pennsylvania, USA) Vokális Csoportok Hírességek Csarnokába(wd), amelybe a világ legjobb vokális csoportjait választják be.
- 2002: Ivor Novello-díj, (életműdíj Björn Ulvaeus, Benny Andersson).[110] Megkapták a svéd kormány Zene Export-díját és a Svéd Zeneműkiadók Szövetsége életműdíját is.
- 2002: Benny Andersson tiszteletbeli professzori címet kapott a svéd kormánytól azért, mert "világszerte elismert magas színvonalú zenét tud létrehozni"
- 2002: Japán Aranylemez-díj a Japán Hanglemezipari Szövetségtől az "Év legjobb nemzetközi popalbuma kategóriában" (S.O.S. a Best of ABBA albumon)
- 2004: A Universal Music és a Polar Music díja abból az alkalomból, hogy 1974 és 2004 között 360 millió lemezeladást értek el a világon
- 2005-ben az Eurovíziós Dalfesztivál 50. évfordulója alkalmából a Waterloo című dalt a verseny történetének legjobb dalává választották.[135]
- 2006: Grammis-díj a legjobb zenei DVD-ként (ABBA: The Movie)
- 2008: BMI Award: az az amerikai rádiókban leggyakrabban játszott számért (Dancing Queen)[182]
- 2009. január 23-án az együttes megkapta a stockholmi Rockbjörnen ('Rock Bear') díjat, amelyet az Aftonbladet svéd lap a popcsoport életművéért ítélt meg számukra.
- 2010-ben az együttes bekerült a Rock & Roll Hírességek csarnokába[198][199]
- 2012 szeptemberében a Madame Tussauds elkészítette az ABBA négy viaszfiguráját.
- 2015-ben a Dancing Queen című dalukat is beválasztották a Grammy Akadémia csarnokába, a legjobb felvétel kategóriába[200]

## Tagjai
- Agnetha Fältskog, ének, háttérvokál
- Anni-Frid Lyngstad, ének, háttérvokál
- Björn Ulvaeus, gitárok, ének, háttérvokál
- Benny Andersson, billentyűs hangszerek, ének, háttérvokál

Az ABBA négy tagján kívül más zenészek is rendszeresen játszottak stúdiófelvételeiken, élő fellépéseiken és koncertfellépéseiken. Ezek a következők voltak:
- Rutger Gunnarsson (1946–2015) basszusgitár (1972–1982)
- Ola Brunkert (1946–2008) dobok (1972–1981)
- Mike Watson (1946–) basszusgitár (1972–1980)
- Janne Schaffer (1945) elektromos szólógitár (1972–1982)
- Roger Palm (1949–2024) dobok (1972–1979)
- Malando Gassama (1946–1999) ütőhangszerek (1973–1979)
- Lasse Wellander (1952–2023) elektromos szólógitár (1974–1982, 2017–2021)
- Anders Eljas (1953–) billentyűs hangszerek, hangszerelés (1977)[204]
- Åke Sundqvist (1953–) ütőhangszerek (1978–1982)
- Per Lindvall (1959–) dobok (1980–1982, 2017–2021)

## Diszkográfia
Az alábbiak csak a megjelent eredeti albumok felsorolását tartalmazza. A további megjelenések, válogatásalbumok, kislemezek, videoalbumok, videoklipek és újrakiadások részletesen az ABBA-diszkográfia szócikkben találhatók.

### Stúdióalbumok
- Ring Ring (1973)
- Waterloo (1974)
- ABBA (1975)
- Arrival (1976)
- The Album (1977)
- Voulez-Vous (1979)
- Super Trouper (1980)
- The Visitors (1981)
- Voyage (2021)

### Koncertalbumok
Az együttes "élő" felvételeit tartalmazó albumok.
- ABBA Live (1986) (az 1977-es és az 1979-es turnék hanganyaga)
- Live at Wembley Arena (2014) (az 1979. november 10-i koncert felvétele)

## Turnék
- Swedish Folkpark Tour (1973. június 15–szeptember 9.) 41 koncert[205]
- European Tour (1974. október 22–1975. január 22.), Dánia, Németország, Ausztria, Svájc, Norvégia, Finnország, Svédország, 20 koncert[206]
- Folkpark Tour 1975 (1975. június 21–július 9.) 14 koncert[207]
- European & Australian Tour (1977. január 28–március 12.), Norvégia, Svédország, Dánia, Németország, Hollandia, Belgium, Egyesült Királyság, Ausztrália, 24 koncert[208]
- The North American & European tour (1979. szeptember 13–november 15.), Kanada, Egyesült Államok, Svédország, Dánia, Franciaország, Hollandia, Németország, Svájc, Ausztria, Belgium, Egyesült Királyság, Írország, 41 koncert[209]
- Japan tour (1980. március 12–27.), 11 koncert[210]
- The Studio koncert (1981. április 28.)[211]

## Fordítás
- Ez a szócikk részben vagy egészben az ABBA című angol Wikipédia-szócikk ezen változatának fordításán alapul.  Az eredeti cikk szerkesztőit annak laptörténete sorolja fel. Ez a jelzés csupán a megfogalmazás eredetét és a szerzői jogokat jelzi, nem szolgál a cikkben szereplő információk forrásmegjelöléseként.
- Ez a szócikk részben vagy egészben az ABBA című német Wikipédia-szócikk ezen változatának fordításán alapul.  Az eredeti cikk szerkesztőit annak laptörténete sorolja fel. Ez a jelzés csupán a megfogalmazás eredetét és a szerzői jogokat jelzi, nem szolgál a cikkben szereplő információk forrásmegjelöléseként.